# Alaska
Alaska o Alasca (en aleutiano, Alax̂sxax̂; en iñupiaq, Alaasikaq; en alutiiq, Alas'kaaq; en yupik, Alaskaq; en tlingit, Anáaski; en algunas ocasiones hispanizado como Alasca) es uno de los cincuenta estados que junto con Washington D. C., forman los Estados Unidos. Su capital es Juneau y su ciudad más poblada es Anchorage. Está ubicado en el extremo noroeste de América del Norte, en la región oeste del país, división Pacífico. Limita al norte con el océano Ártico, al este con Canadá, al sur con el océano Pacífico y al oeste con el mar de Bering (océano Pacífico).
Con 1 717 856 km², Alaska es el estado más extenso de los Estados Unidos. Es además, la séptima entidad subnacional más grande del mundo, por detrás de la república de Sajá (Rusia), Australia Occidental, el krai de Krasnoyarsk (Rusia), Groenlandia (Dinamarca), Nunavut (Canadá) y Queensland (Australia); con 733 391 habitantes, según el censo de los Estados Unidos de 2020, el cuarto menos poblado —por delante de Dakota del Norte, Vermont y Wyoming, el menos poblado— y con 0.41 hab/km², el menos densamente poblado. Fue el penúltimo en ser admitido en la Unión, el 3 de enero de 1959, como el estado número 49, solo antes que Hawái. Es el segundo estado con mayor proporción de empleados públicos respecto de la población, detrás de Wyoming, que opera muchos hospitales públicos.
Alaska recibe su nombre probablemente del vocablo aleutiano alyeska o alaxsxaq, que significa «tierra grande», o más literalmente, «el objeto contra el que la acción del mar es dirigida». La bandera de Alaska representa, sobre fondo azul, las estrellas que forman la constelación de la Osa Mayor y, en la esquina superior derecha, la estrella polar.
El 30 de marzo de 1867, Estados Unidos compró Alaska al Imperio ruso por 7 200 000 dólares de la época. Estados Unidos trató, durante las primeras décadas del siglo XX, de mejorar las comunicaciones (sobre todo para conectar Alaska con el resto de los Estados Unidos por ferrocarril), y promover la colonización del valle de Matanuska. Sin embargo, la Segunda Guerra Mundial y las batallas navales en las islas Aleutianas con Japón cambiaron el rumbo de la política de los EE. UU. en los asuntos de Alaska. Así, en 1942, se construyó en meses una carretera de comunicación (la autopista Alaska) para garantizar la defensa del Territorio de Alaska, a la vez que establecieron nuevas bases militares (por ejemplo, de radares) y se promovieron asentamientos civiles. El final de la guerra mundial y el comienzo de la Guerra Fría aceleraron la necesidad de integrar este territorio a la Unión.
El descubrimiento de yacimientos petrolíferos ha permitido un enorme crecimiento económico en Alaska durante las últimas décadas, pese al aislamiento geográfico y a las duras condiciones de vida. El mayor hito de su desarrollo ha sido la construcción, a partir de 1974, del Trans-Alaska Pipeline, un oleoducto de 1.269 km que une la Bahía Prudhoe con el puerto de Valdez. Pero el petróleo también ha sido el origen de ciertos desastres, como el accidente ocurrido en 1989 cuando el superpetrolero Exxon Valdez encalló en las aguas de Alaska y provocó una marea negra que ha sido calificada como uno de los mayores desastres ecológicos de la historia, el desastre del Exxon Valdez.

## Historia
Los primeros pobladores de Alaska fueron grupos nómadas que provenían de Asia que cruzaron el Puente de Beringia y alcanzaron lo que actualmente es el oeste de la península de Alaska. La mayoría de los pueblos nativos americanos, si no todos, provienen de gente que cruzó el estrecho de Bering antes de emigrar hacia el sur del continente. El primer contacto de exploradores europeos con los habitantes de la región lo tuvieron los exploradores rusos que contactaron con el pueblo inuit y otros pueblos nativos.
El nombre de «Alaska» proviene de la palabra aleutiana alaxsxaq, que significa literalmente «el objeto contra el que la acción del mar es dirigida».

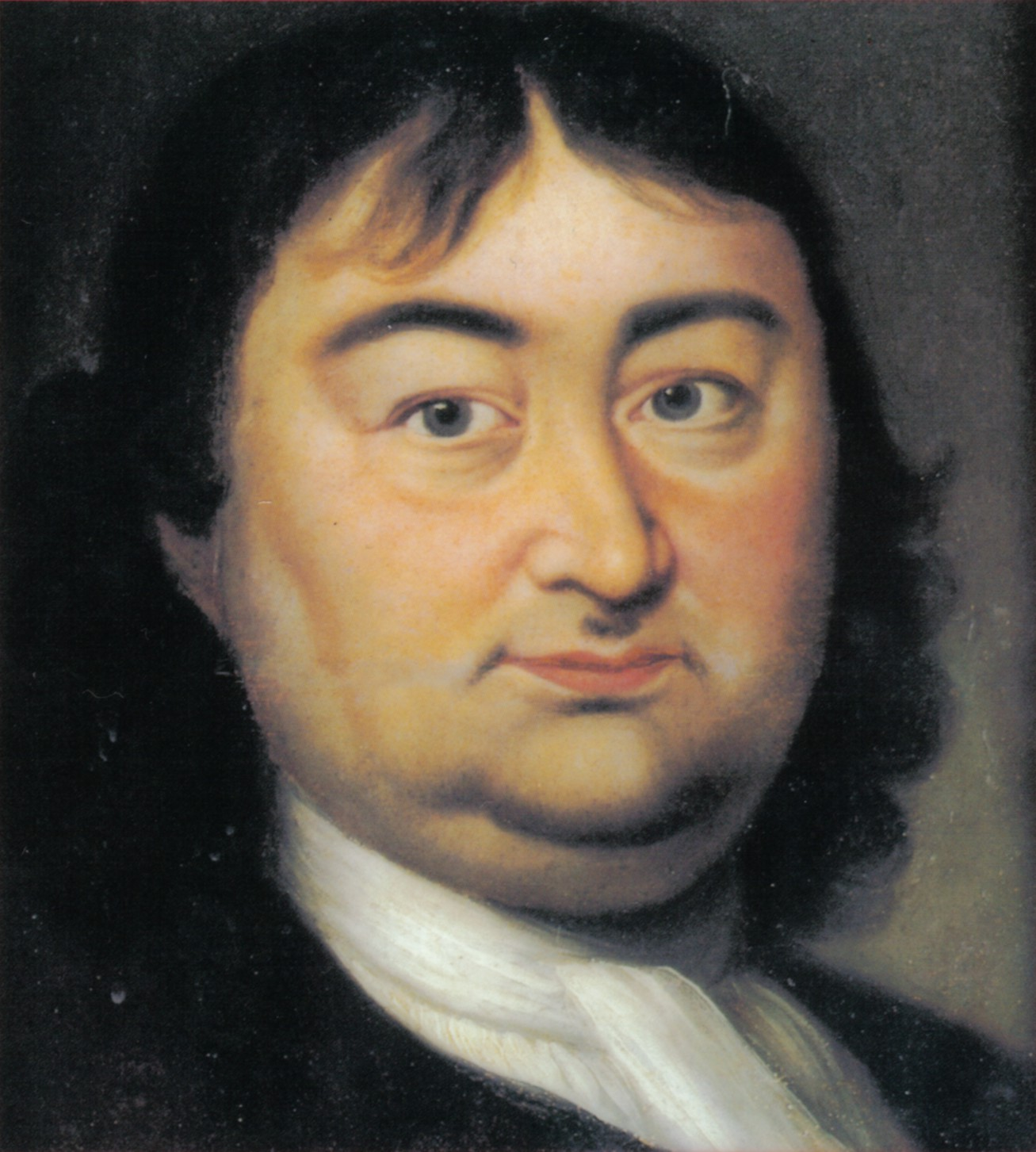
Vitus Bering.

La mayoría de la historia documentada de Alaska proviene de la colonización europea, empezando por el navegante danés al servicio de la Armada Rusa, Vitus Bering, que alcanzó Alaska a bordo del San Pedro en el transcurso de la Segunda expedición a Kamchatcka. Sin embargo, el primer europeo que alcanzó las costas de la región fue el ruso Alekséi Chírikov, que navegaba en la expedición de Bering al mando del San Pablo, cuando llegó el 15 de julio de 1741 al lugar en el que hoy se encuentra la ciudad de Sitka. La Compañía ruso-americana pronto empezó la colonización de la costa y en los años 1790 ya había asentamientos en la región. La principal actividad en la zona era la caza de nutrias, aunque la colonia no fue nunca rentable debido al elevado coste de los navíos necesarios para ello. Aunque en principio el contacto con los nativos fue cordial, pronto se produjeron encuentros violentos, que unidos a las enfermedades transmitidas por los europeos, exterminaron a cuatro quintas partes de la población nativa. El primer asentamiento permanente por parte de Rusia se estableció en 1784, cuando Grigori Ivánovich Shélijov fundó una colonia en la isla de Kodiak, en la Bahía de Three Saints Bay, hoy base naval estadounidense. En 1790, Shélijov alquiló los derechos de caza a Aleksandr Baránov, quien trasladó la colonia a la actual ciudad de Kodiak, aunque viendo la posible llegada de exploradores y cazadores europeos, trasladó la capital a Nuevo Arcángel que se convirtió en la ciudad de Sitka. El 24 de septiembre de 1794 llegaron a la Isla Kodiak ocho monjes ortodoxos, dirigidos por el archimandrita Ioasef, su misión era evangelizar a los indígenas y expandir el cristianismo ortodoxo, religión oficial de Rusia.

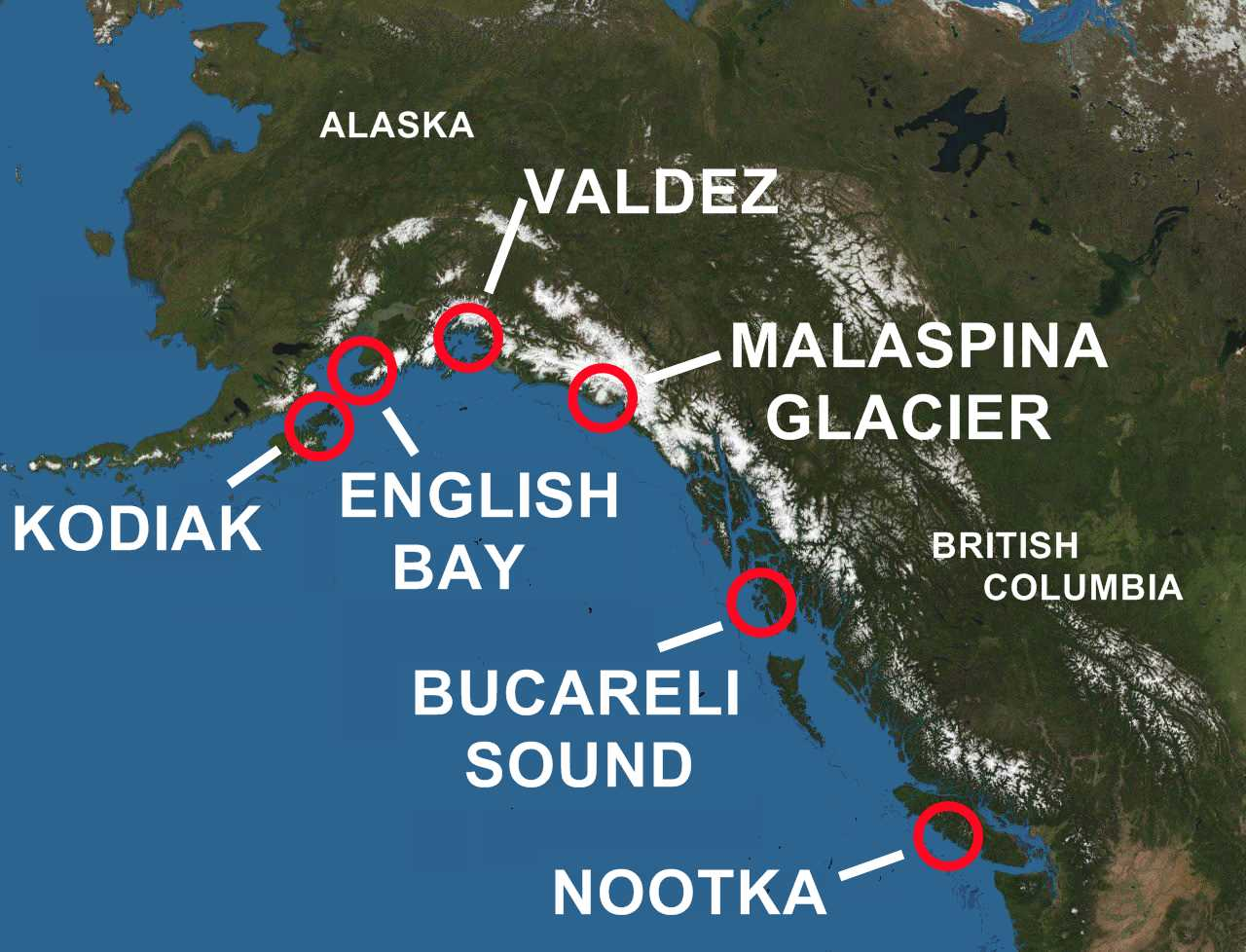
Zonas exploradas por los españoles.

Los españoles reclamaron los derechos que la bula Inter Caetera les daba sobre la costa oeste de Norteamérica, que incluía Alaska. El rey Carlos III de España organizó varias expediciones a la región para intentar colonizarla. Las expediciones de Bruno de Heceta y Alejandro Malaspina han dejado algunos topónimos en la región, como el Glaciar Malaspina y las ciudades de Valdez y Córdova. También los británicos siguiendo el ejemplo de la Corona española, enviaron exploraciones a la zona, como las de James Cook o George Vancouver.
En 1799, Nikolái Rezánov compró los derechos de explotación de las pieles al zar Pablo I de Rusia y creó la Compañía ruso-americana (ruso:Русско-американская компания). La sobreexplotación del territorio llevó a un enfrentamiento entre los colonos y los nativos, cuyo acontecimiento más destacado es la batalla de Sitka de 1804.
En 1867, el Secretario de Estado estadounidense William H. Seward realizó la compra de Alaska a Rusia por 7.2 millones de dólares estadounidenses de la época. La falta de efectivo de Rusia (en una situación financiera complicada) y el temor a perder el territorio en algún conflicto futuro con sus rivales británicos, impulsó al zar Alejandro II a vender el territorio a los Estados Unidos tras el fracaso en la guerra de Crimea. La compra se efectuó el 18 de octubre de 1867, hoy recordado como el Día de Alaska. Aunque la compra recibió duras críticas en el momento de producirse, popularmente conocida por los estadounidenses como la «Locura de Seward», «Nevera de Seward» o «Parque de los Osos Polares de Andrew Johnson», ya que parecía imprudente gastar tanto dinero en una región tan remota. Pero finalmente se vio como un negocio ventajoso gracias al descubrimiento de oro en Yukón así como de petróleo. En la década de 1890, los territorios de Alaska y Yukón sufrieron una explotación de sus minas debido a la fiebre del oro conocida como Klondike, nombre del principal yacimiento, siendo explotadas aun cuando las reservas auríferas disminuyeron. Los principales asentamientos se establecieron en Juneau, Nome y Fairbanks.

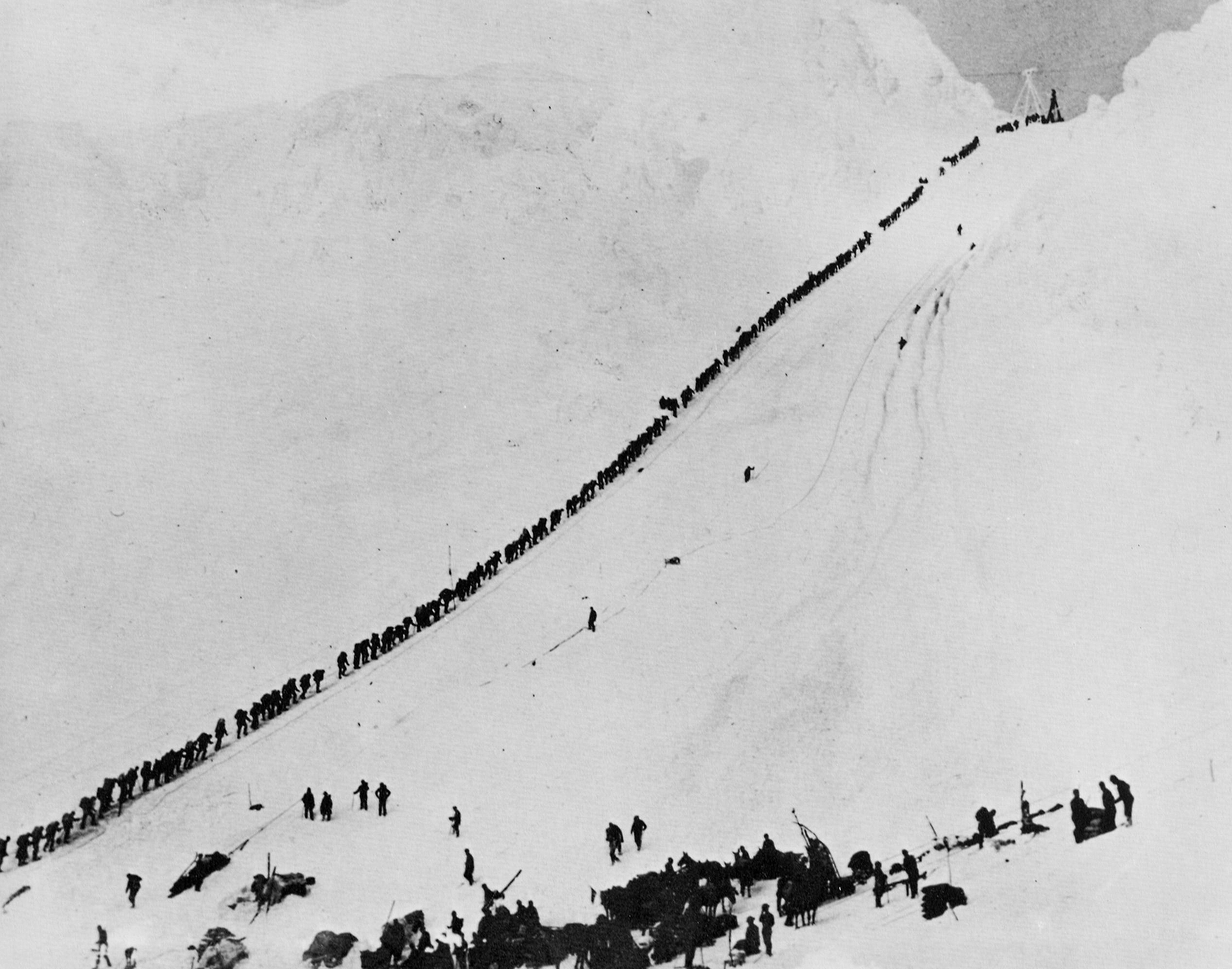
Mineros atravesando el paso de Chilkoot durante la fiebre del oro de Klondike en 1898.

En los primeros tiempos de dominación estadounidense, el ejército, la marina y el servicio de aduanas se hicieron cargo del control de la región, pero la llegada de colonos obligó a cambiar el sistema de administración. En 1884 se nombró un Gobernador, y en 1906 se eligió un representante en el Congreso de los Estados Unidos, aunque sin derecho a voto. Ya en 1912, se declaró a Alaska como Territorio de los Estados Unidos, con un congreso y gobierno propio, y con su capital en Juneau en detrimento de Sitka, que había sido la capital de la Alaska rusa. Durante la Segunda Guerra Mundial, Alaska fue escenario de la Batalla de las Islas Aleutianas entre las tropas aliadas y Japón, y durante el conflicto se mejoraron las infraestructuras para facilitar la defensa del territorio, como con la construcción de la Autopista Alcan. Tras el final de la Segunda Guerra Mundial y el comienzo de la Guerra Fría se aceptó la entrada de Alaska en la Unión. El presidente de los Estados Unidos, Dwight David Eisenhower firmó el 7 de julio de 1958 el Acta estatal de Alaska (Alaska Statehood Act en inglés), que abrió el camino para que el 3 de enero de 1959, Alaska se convirtiera en el estado 49 de la unión.
El 27 de marzo de 1964, Viernes Santo, Alaska sufrió los efectos de un terremoto (conocido como «Terremoto de Viernes Santo») de 8.5 grados de magnitud en la escala Richter, y que acabó con la vida de 131 personas y que arrasó muchas poblaciones de la región. Sin embargo, en 1968 se encontró petróleo en la región, y tras la construcción del Oleoducto Transalaskiano (Trans Alaskan Pipeline) en 1977, los ingresos debidos a la explotación de los pozos petrolíferos contribuyeron a que la población se restableciera y a que se reconstruyeran las infraestructuras. En 1989 se produjo una nueva catástrofe al encallar el petrolero Exxon Valdez en el estrecho del Príncipe Guillermo, y verter al mar entre 42 000 y 130 000 metros cúbicos de crudo, lo que afectó unos 1600 km de costa. A fecha de 2007, más de la mitad del territorio del estado es propiedad del Gobierno Federal, y la explotación de las reservas de petróleo en el territorio aún sin haber sido explotadas por la mano del hombre es tema de debate, ya que el Refugio Nacional de vida salvaje en el Ártico podría verse afectado.

## Geografía

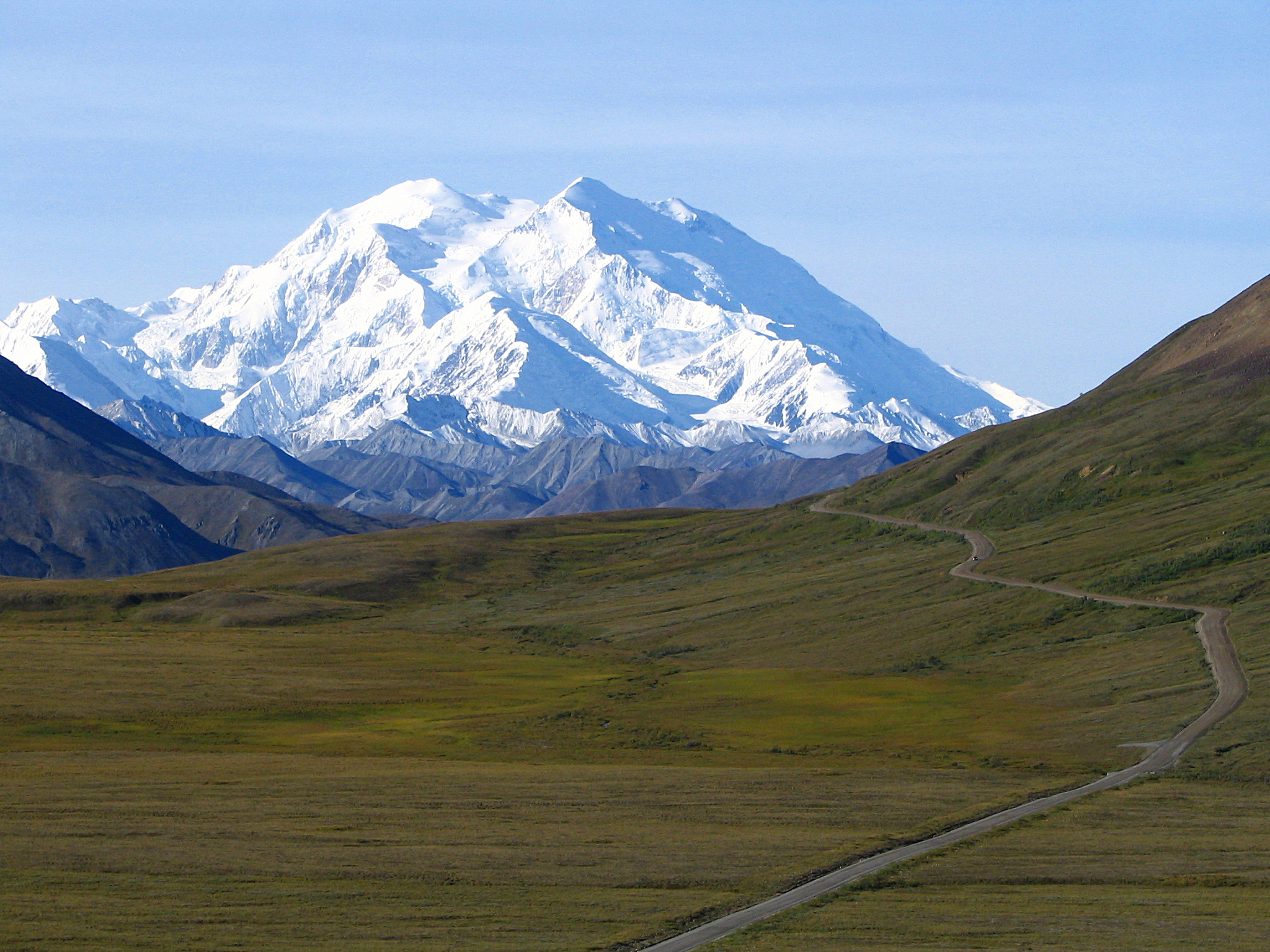
La montaña Denali (ex monte McKinley), de 6.168 m, es la cima más alta de toda Norteamérica.

Alaska es uno de los dos únicos estados que forman Estados Unidos, junto a Hawái, que no limita con otro estado del país y también el único estado no contiguo de Estados Unidos en Norteamérica continental. También es el estado más extenso, con una superficie total de 1 717 854 km². Otro de los hitos del enclave estadounidense es el monte Denali, la cima más alta de toda Norteamérica, con 6194 m de altitud. Su capital, Juneau, aunque está situada en tierra firme del subcontinente norteamericano, es inaccesible por tierra, ya que ninguna carretera conecta Juneau con el resto del sistema de autopistas estadounidense.
El estado está rodeado por el territorio del Yukón y la Columbia Británica, Canadá al este; el golfo de Alaska y el océano Pacífico al sur; el mar de Bering, su estrecho correspondiente y el mar de Chukotka al oeste; y el mar de Beaufort y el océano Ártico al norte. Alaska está dividida en tres grandes regiones: las montañas del Pacífico, el interior y la zona ártica septentrional. Las montañas del Pacífico ocupan toda la costa meridional, mientras que en la región interior se extiende el río Yukón junto a sus afluentes en unas vastas mesetas. La zona ártica septentrional, por su parte, está ocupada por la cadena de Brooks.

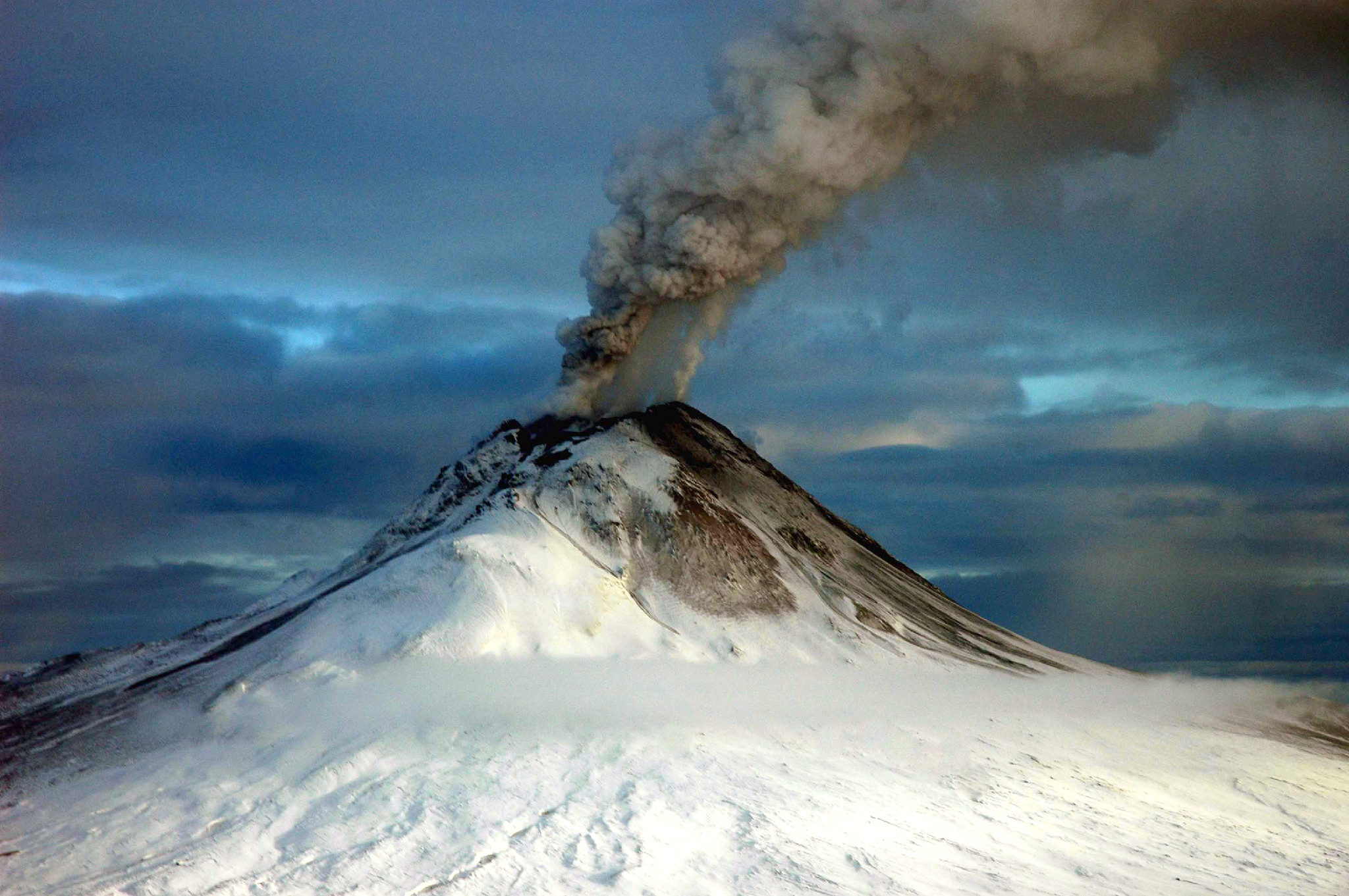
El volcán Augustine en erupción en enero de 2006.

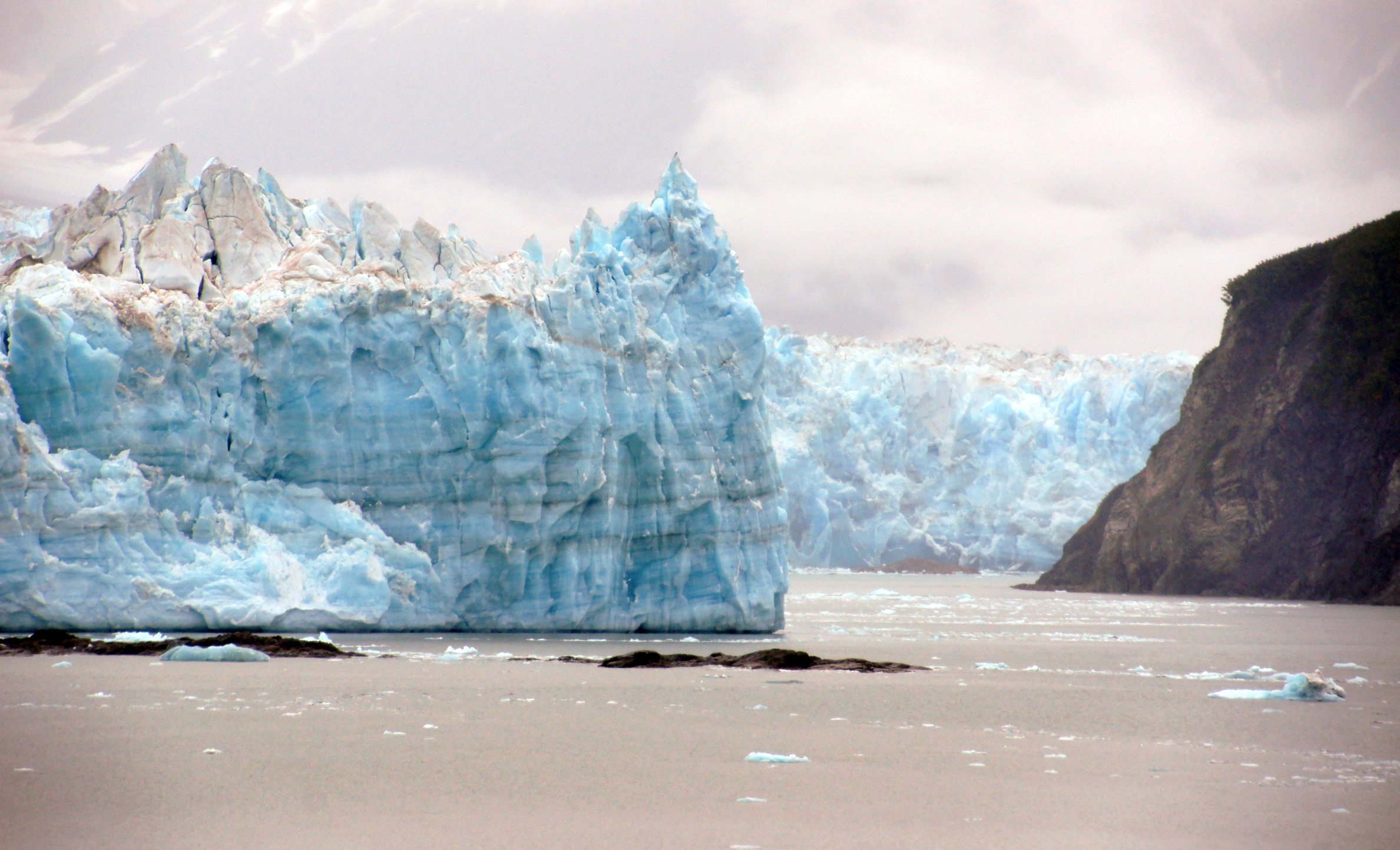
Glaciar Hubbard

Las coordenadas sobre las que se localiza la ciudad de Anchorage, 61.2 grados Norte (Latitud) y 149.9 grados Oeste (Longitud), la han llevado a ser el centro de operaciones más importante del mundo sobre cargas aéreas.
Dos de los puntos más importantes de la geografía de Alaska son las islas Aleutianas y el parque nacional Denali. Las islas Aleutianas se hicieron tristemente célebres por ser escenario de la propia batalla de las Islas Aleutianas que tuvo lugar durante la Segunda Guerra Mundial. El archipiélago posee una superficie de alrededor de 37 800 km²; la mayor parte pertenece a Alaska y el extremo oeste es zona rusa. En este archipiélago, donde destaca la isla de Unalaska, viven cerca de 16 000 habitantes, la mayoría esquimales aborígenes. El parque nacional de Denali es una de las zonas vírgenes más importantes del continente, con una superficie de 24 585 km². En él pueden encontrarse todo tipo de ejemplares de la flora y fauna del estado como el carnero de alaska, el caribú, el alce, el oso grizzly o el lobo.

### Clima
El clima presenta diferentes tipos, según la región. La costa occidental posee un clima oceánico, mientras que el resto presenta un clima continental y ártico.
En Juneau, la capital, y en la mitad sureste el clima es oceánico, mientras que es ártico en la mitad norte. En general, esta zona es la más húmeda y cálida, a la vez, de Alaska con suaves temperaturas en invierno y altos niveles de precipitación a lo largo del año. El clima de Anchorage, la ciudad más poblada de Alaska, y de la parte central y sur del estado es suave debido a la proximidad del mar. El clima del oeste de Alaska está determinado por el mar de Bering y el golfo de Alaska. En el suroeste se da un clima subártico oceánico y en el norte es subártico continental.

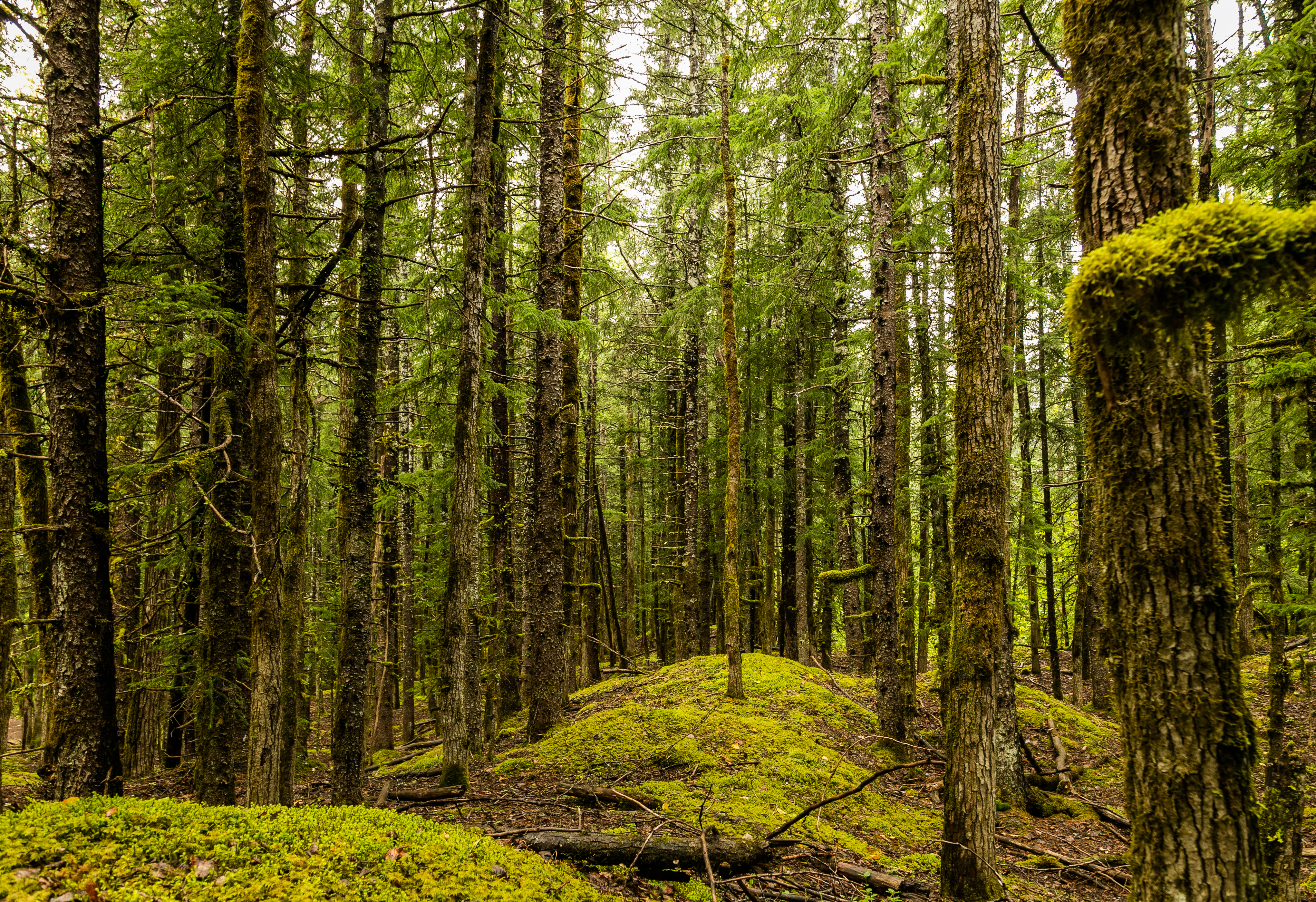
El bosque cercano a la localidad de Haines.

El clima en el interior de Alaska es verdaderamente extremo. Algunas de las temperaturas más cálidas y frías tienen lugar en el área de Fairbanks. Los veranos pueden albergar hasta 30 °C, mientras que en invierno las temperaturas se desploman hasta alcanzar -46 °C. Las temperaturas máximas y mínimas históricas registradas en Alaska se dieron en el interior. Las máximas alcanzaron 38 °C en Fort Yukón, el 27 de junio de 1915. Curiosamente, esta temperatura está registrada como la máxima más baja de los Estados Unidos y tuvo lugar en Pahala, Hawái. Por otra parte, la temperatura mínima más baja de Alaska se produjo el 23 de enero de 1971, con -62 °C en Prospect Creek.
Gunter Weller, director del Centro Fairbank para Investigación del Cambio Global y de Investigación del Sistema Ártico, de la Universidad de Alaska, aseguró que las temperaturas medias en Alaska han subido tres grados centígrados en 30 años, y aproximadamente el doble en invierno. Las autoridades estatales están alertando del más que probable efecto que el cambio climático tendrá sobre la seguridad ciudadana. Un ejemplo de ello son las carreteras estatales, que discurren sobre el permafrost, que se está descongelando velozmente. El oleoducto Trans-Alaska, que utiliza soportes verticales, está viendo mermada su estabilidad sensiblemente.

#### Cambio climático
Desde hace varios años, Alaska experimenta una subida considerable de las temperaturas, que han aumentado una media de 1.6 °C desde la década de 1950 y de 2.6 °C desde 1901. El litoral del Estado se está viendo afectado por la subida del nivel del mar. Los inuit de Shishmaref, el pueblo de la isla de Sarichef, en el noroeste de Alaska, han recibido 150 millones de dólares en ayudas para hacer frente a la erosión costera y los daños causados por las olas; los yupiks de Newtok serán reubicados en una ladera. El deshielo prematuro está perturbando el modo de vida de los indígenas y amenazando a varias especies animales, como el oso polar. A medio plazo, la ruta marítima septentrional, que une los océanos Atlántico y Pacífico, podría quedar libre de hielo durante cinco meses al año. 

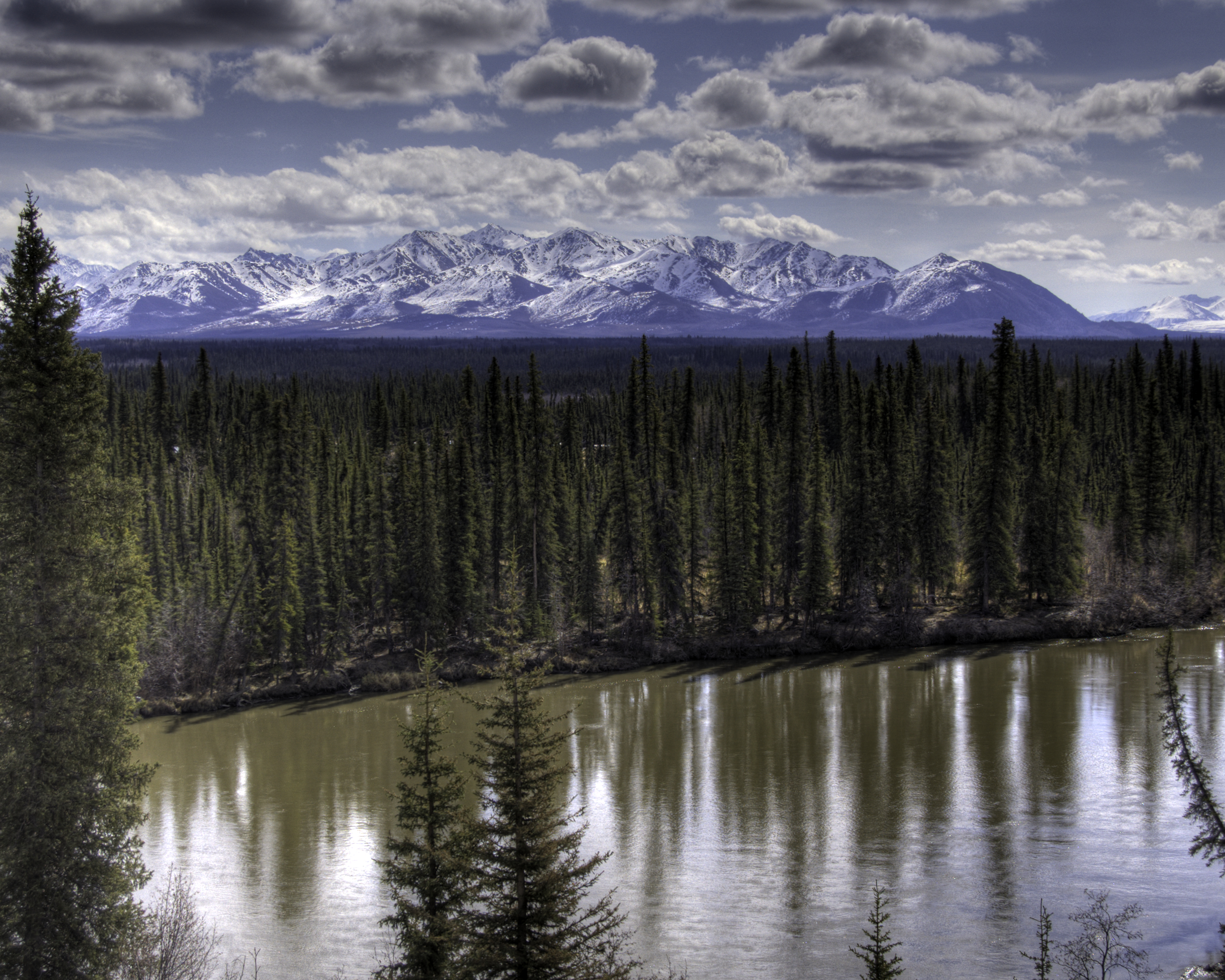
Taiga en Alaska.

El permafrost se está reduciendo rápidamente, lo que provoca la formación de pantanos y la deformación de las infraestructuras de transporte. El deshielo de los glaciares provoca torrentes que dañan carreteras y puentes. Parte de los bosques de taiga están siendo destruidos por la proliferación de insectos devoradores de madera (16 000 km² entre 1990 y 2006); los incendios también se han hecho más frecuentes. Sin embargo, el calentamiento global podría permitir el desarrollo de nuevas tierras agrícolas.
En 2019, varios ríos vieron cómo se rompía el hielo invernal en la fecha más temprana registrada.

### Propiedad de la tierra
Según un informe de octubre de 1998 de la Oficina de Gestión del Territorio de Estados Unidos, aproximadamente el 65  % de Alaska es propiedad del gobierno federal y está gestionada por éste como tierras públicas, entre las que se incluyen multitud de bosques nacionales, parques nacionales y refugios nacionales de fauna. De ellos, la Oficina de Gestión del Territorio gestiona 35 millones de hectáreas (87 millones de acres), es decir, el 23.8  % del estado. El Refugio Nacional de vida silvestre del Ártico está gestionado por el Servicio de Pesca y Vida Silvestre de Estados Unidos. Es el refugio de vida salvaje más grande del mundo, con 16 millones de acres (6.5 millones de hectáreas).
Del resto de la superficie, el estado de Alaska posee 41 millones de hectáreas, que le corresponden en virtud de la Ley del Estado de Alaska. Una parte de esa superficie se cede ocasionalmente a los boroughs organizados presentados anteriormente, en virtud de las disposiciones legales relativas a los boroughs de nueva creación. Otras porciones más pequeñas se reservan para subdivisiones rurales y otras oportunidades relacionadas con la vivienda. No son muy populares debido a su ubicación, a menudo remota y sin caminos. La Universidad de Alaska, en su calidad de universidad de concesión de tierras, también posee una superficie considerable que gestiona de forma independiente.
Otros 44 millones de acres (18 millones de hectáreas) son propiedad de 12 corporaciones nativas regionales y decenas de locales, creadas en virtud de la Alaska Native Claims Settlement Act (ANCSA) de 1971. La corporación nativa regional Doyon, Limited suele promocionarse como el mayor terrateniente privado de Alaska en anuncios y otras comunicaciones.

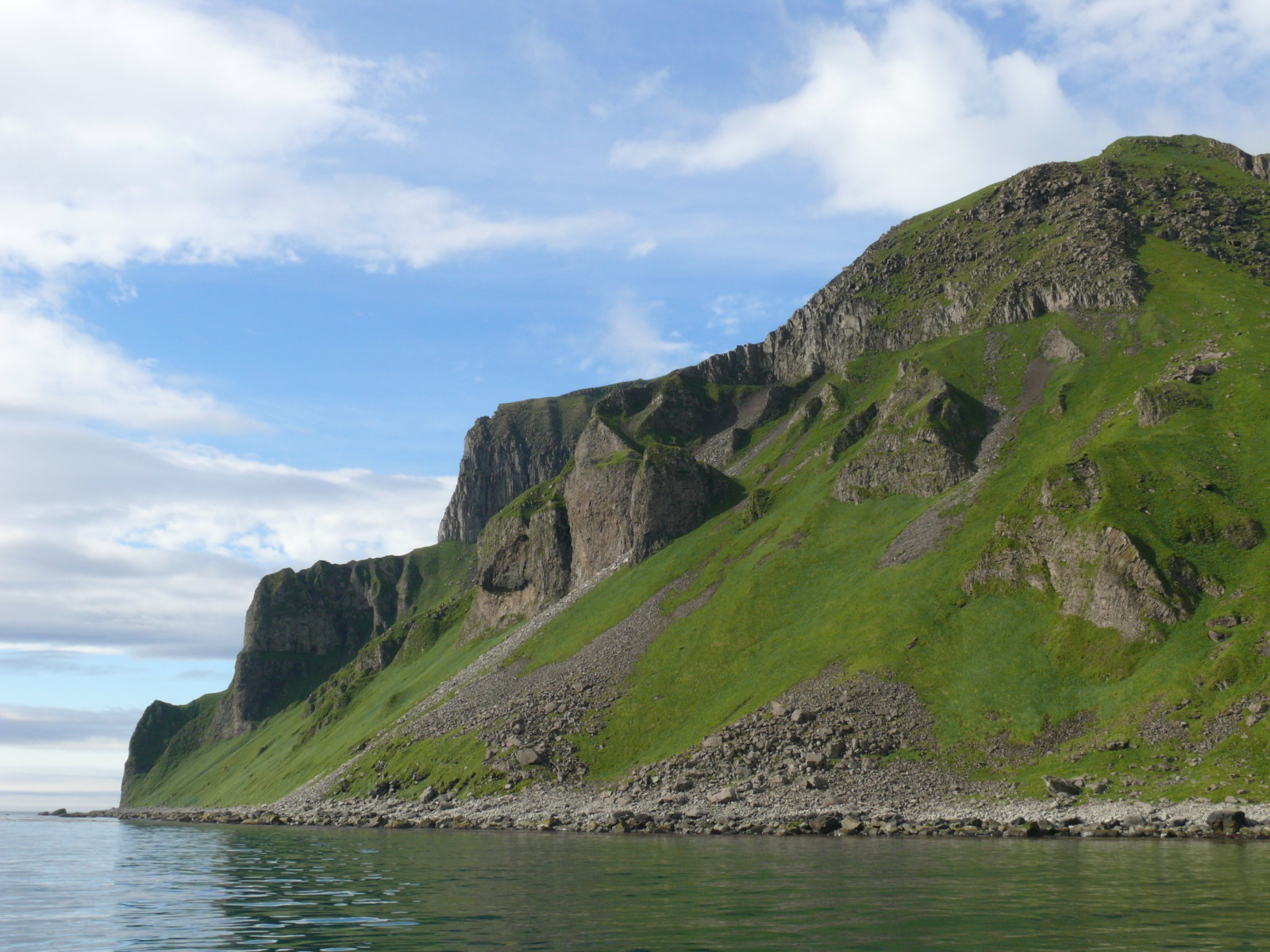
La Isla Unalaska en Alaska con es más grande que países como Luxemburgo o Mauricio

Las disposiciones de la ANCSA que permitían vender las tierras de las corporaciones en el mercado abierto a partir de 1991 fueron derogadas antes de que pudieran entrar en vigor. En la práctica, las corporaciones poseen la titularidad (incluida la del subsuelo en muchos casos, un privilegio que se deniega a los particulares de Alaska), pero no pueden vender la tierra. Sin embargo, las asignaciones individuales de los nativos pueden venderse y se venden en el mercado abierto.
Diversos intereses privados poseen el resto de las tierras, que representan aproximadamente el 1  % del Estado. Alaska es, por un amplio margen, el estado con menor porcentaje de propiedad privada de la tierra si se excluyen las propiedades de las corporaciones nativas.

### Costa e islas
El litoral de Alaska es accidentado y escarpado: las cordilleras costeras se sumergen en el océano. El litoral de Alaska limita con el mar de Bering, el mar de Chukchi, el océano Ártico y el océano Pacífico. Este litoral, de unos 50 000 km de longitud, presenta una gran variedad de paisajes, desde playas en el norte hasta majestuosos acantilados y fiordos. La transgresión de Flandes hizo subir el nivel del agua y formó fiordos impresionantes. Entre ellos está el Canal de Lynn, que con 150 km de longitud es el fiordo más largo de Norteamérica.
La navegación se ve dificultada por la presencia de obstáculos permanentes (islas, arrecifes) o temporales (icebergs). El hecho de que la costa esté muy recortada ha permitido la instalación de varios puertos.

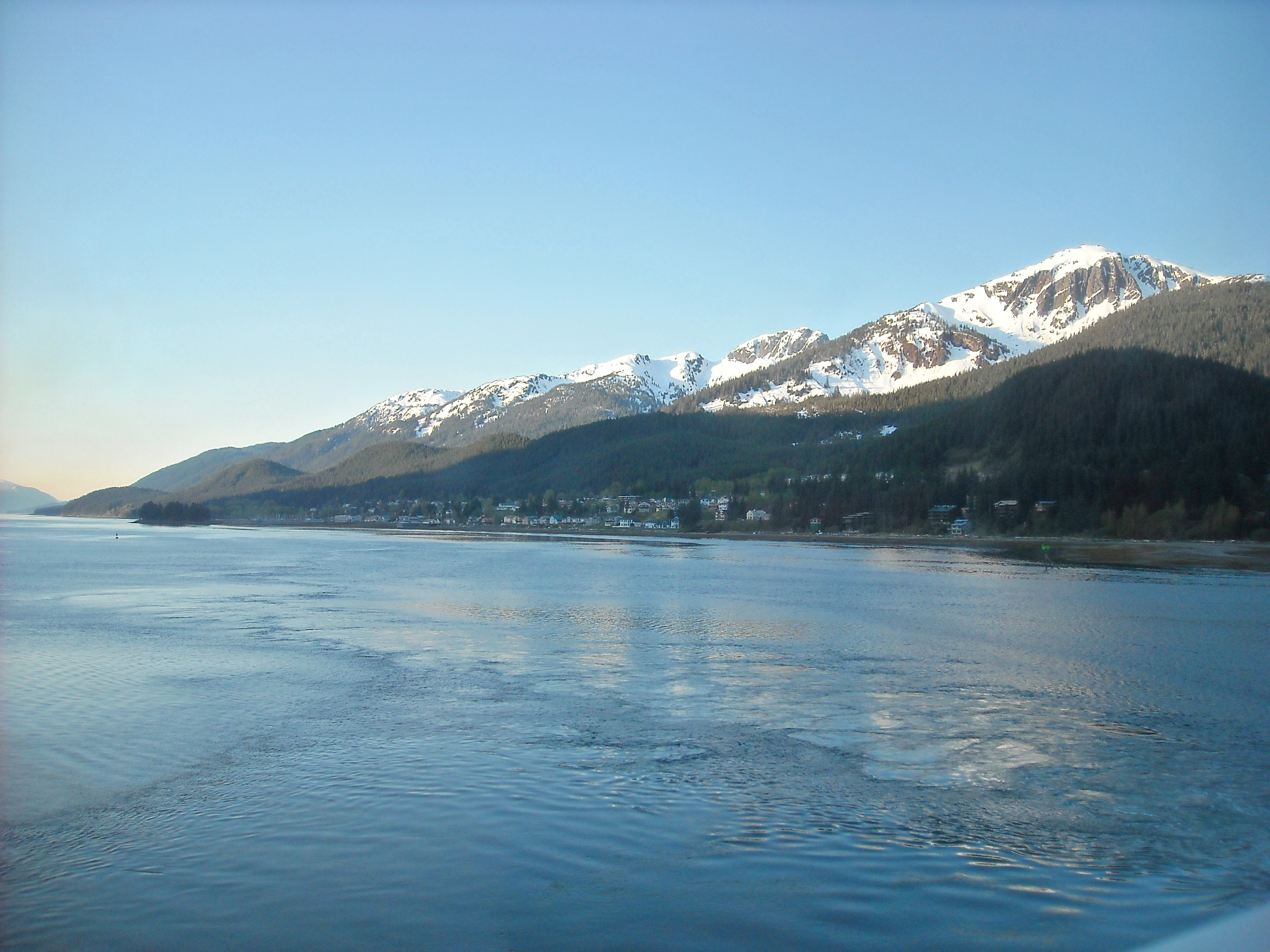
La isla Revillagigedo de fue llamada así en 1792 por Juan Vicente de Güemes, II Conde de Revillagigedo, entonces virrey de Nueva España (México).

Alaska tiene un gran número de islas (1800 en total), sobre todo en el sur (archipiélago Alexander) y en el oeste (islas Aleutianas), lo que explica la longitud de su costa. Las dos islas más grandes son la isla Kodiak (la segunda más grande de Estados Unidos después de la isla de Hawái) y la isla Príncipe de Gales. El archipiélago de las Aleutianas se extiende a lo largo de varios cientos de kilómetros.
El Pasaje Interior se utiliza para la navegación: tiene 860 km de longitud y setenta grandes glaciares entre los paralelos 55 y 61, el continente y el archipiélago Alexander.
En 2015, la administración de Barack Obama autorizó a la multinacional petrolera Shell a perforar en el mar de Chukchi, frente a Alaska. En 2020, la administración de Donald Trump permitió la perforación de petróleo y gas en el Refugio Nacional de Vida Silvestre del Ártico, que era la mayor zona natural protegida de Estados Unidos.

### Hidrografía
El número de lagos es muy elevado. Noventa y cuatro tienen más de 26 kilómetros cuadrados, siendo los mayores el lago Illiamna (3.000 km²), el lago Becharof (1.200 km²), el lago Teshekpuk (800 km²) y el lago Naknek (630 km²). En comparación, el lago Lemán tiene 580 km². El número de ríos se estima en más de 10 mil.
De estos ríos, el Yukón es el más famoso. Serpentea a lo largo de 2000 km desde la frontera canadiense hasta el mar de Bering, transportando todavía las pepitas de la fiebre del oro: una ruta legendaria e histórica. Sus principales afluentes también figuran entre los ríos más largos, como el Porcupine (890 km), el Koyukuk (890 km), el Kuskokwim (870 km) o el Tanana (850 km). La mayoría son navegables. El nombre de Alaska procede de una palabra de la lengua aleut que significa la gran tierra; sin embargo, el inmenso sistema fluvial y la infinidad de lagos la convierten en un mundo acuático donde el hidroavión es el rey.

### Actividad sísmica
Alaska es una importante zona sísmica. Dos de los tres terremotos más fuertes jamás registrados en Estados Unidos se produjeron en este estado:

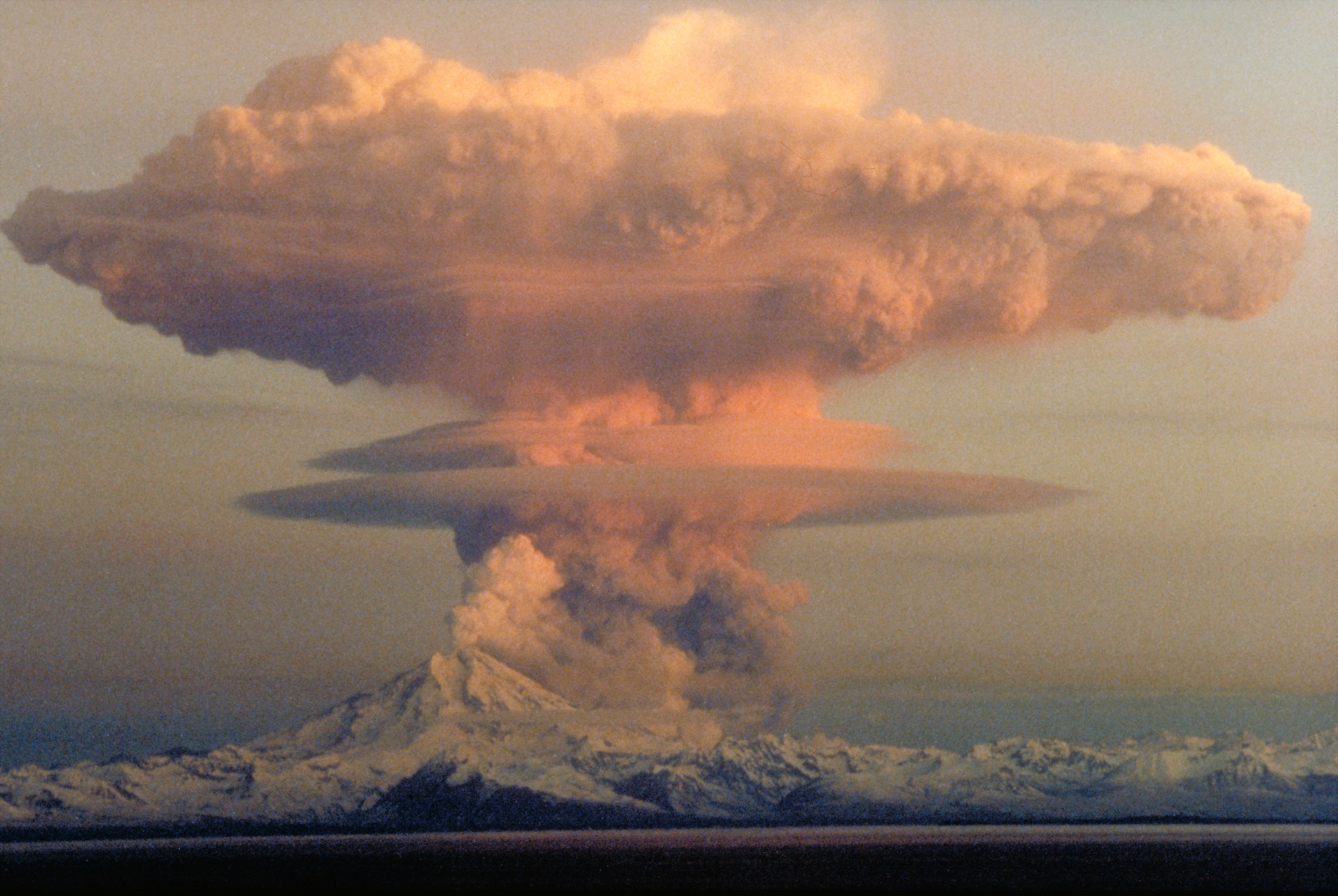
Erupción del monte Redoubt un estratovolcán en Alaska

- Prince William Sound en 1964 (magnitud 9.2);
- en las islas Andreanof en 1957 (magnitud 9.1).

La península de Alaska, también conocida como cadena de las Aleutianas, extendida al norte del océano Pacífico por el arco de las Aleutianas, cuenta con 80 volcanes, 41 de ellos activos. En este segmento septentrional del Cinturón de Fuego del Pacífico, los principales edificios volcánicos son, de oeste a este: el monte Pavlof (2518 metros de altitud), el monte Augustine (1227 m), el monte Redoubt (3108 m) y el monte Spurr (3374 m).
La larga cadena de islas Aleutianas, que extiende la cadena de las Aleutianas, es testigo de la convergencia tectónica que marca esta zona de subducción, límite entre las placas del Pacífico y Norteamericana. Esta alineación extiende las cordilleras americanas hacia el lado asiático del Cinturón. La Fosa de las Aleutianas bordea la plataforma continental de Alaska por el sur y se extiende al sur del Arco de las Aleutianas; alcanza una profundidad máxima de 10 498 m.

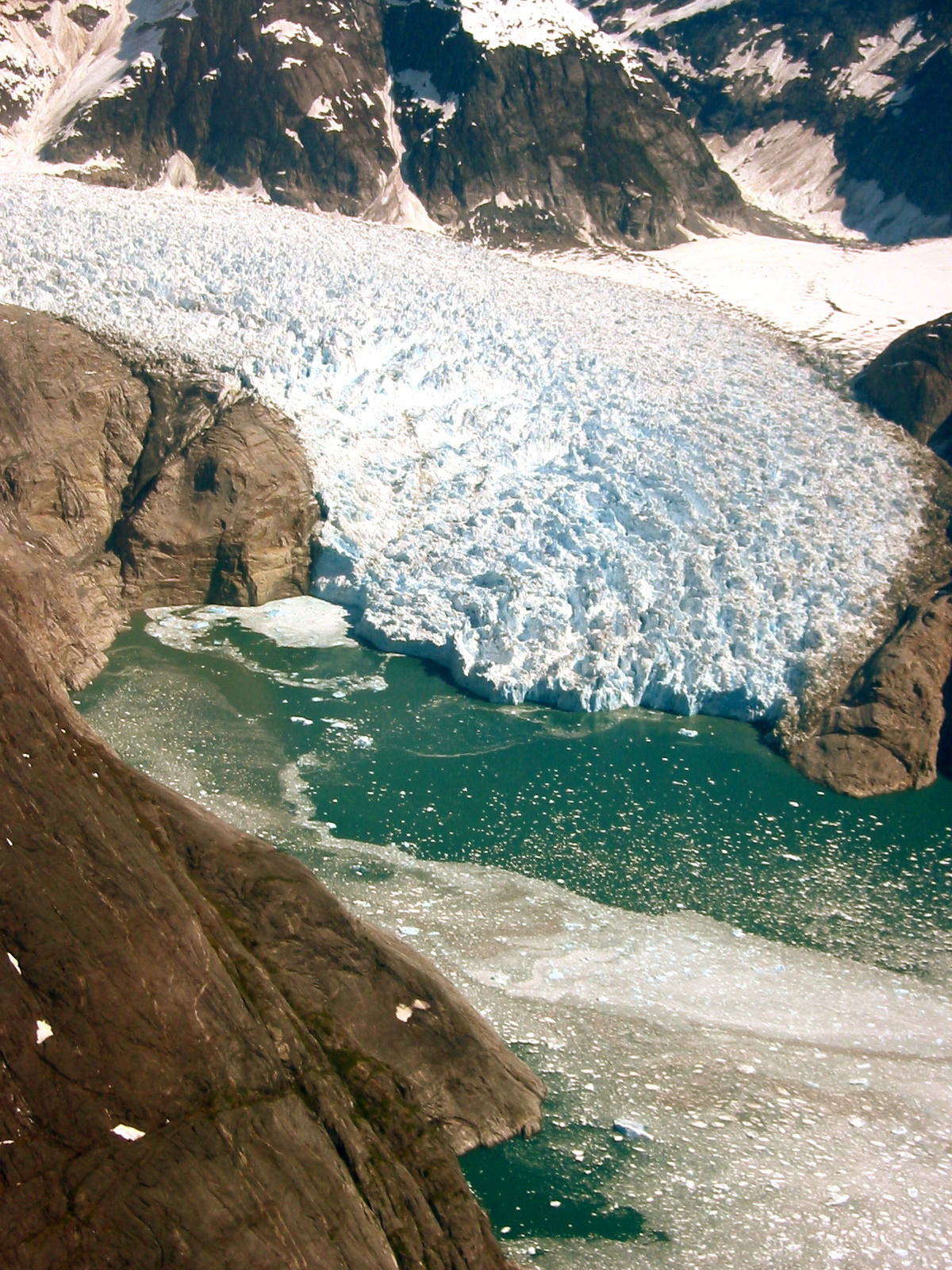
Glaciar Le Conte, Alaska

Los edificios volcánicos de esta cadena aleutiana presentan en general una morfología cónica «puntiaguda» que recuerda a los arquetipos de volcanes andinos, como el volcán del monte Shishaldin (altitud de la cumbre: 2857 m). Su dinámica eruptiva está dominada por explosiones más o menos cataclísmicas. En 1912, una violenta erupción explosiva «decapitó» el monte Katmai, haciéndole perder 600 m de altitud. Se estima que entre quince a veinte millones de toneladas de óxido de azufre fueron proyectadas a la atmósfera, a más de 15 km de altura, y perturbaron el monzón en Asia. El valle de los Diez Mil Humos quedó cubierto de ceniza en una superficie de 100 km².

### Glaciares
En toda Alaska hay unos 100 000 glaciares. Cubren más de 70 000 km² (el 4  % de la superficie total) y se encuentran sobre todo en el sur del país, donde las nevadas son mucho mayores que en el norte. Algunos se encuentran en medio de cadenas montañosas, otros desembocan en el mar. El mayor glaciar es el de Bering, de 160 km de largo y 5850 km² de superficie. El más impresionante es el conjunto de glaciares que forman la «Bahía de los Glaciares»: en un fiordo de 100 km de largo hay una docena de glaciares que vierten sus icebergs en la bahía. Algunos de los glaciares se extienden por la llanura, como el glaciar Malaspina y sus 2200 km².
Durante la llamada Pequeña Edad de Hielo, los glaciares de Alaska se expandieron considerablemente. Ahora la superficie total y el volumen de los glaciares de Alaska siguen disminuyendo, como lo vienen haciendo desde el siglo XVIII.
De los 153 mapas topográficos a escala 1:250 000 que cubren el Estado de Alaska, 63 hojas muestran glaciares. Aunque nunca se ha contabilizado sistemáticamente el número de glaciares existentes y, por lo tanto, se desconoce, es probable que el total sea mayor, probablemente supere los 100 000.

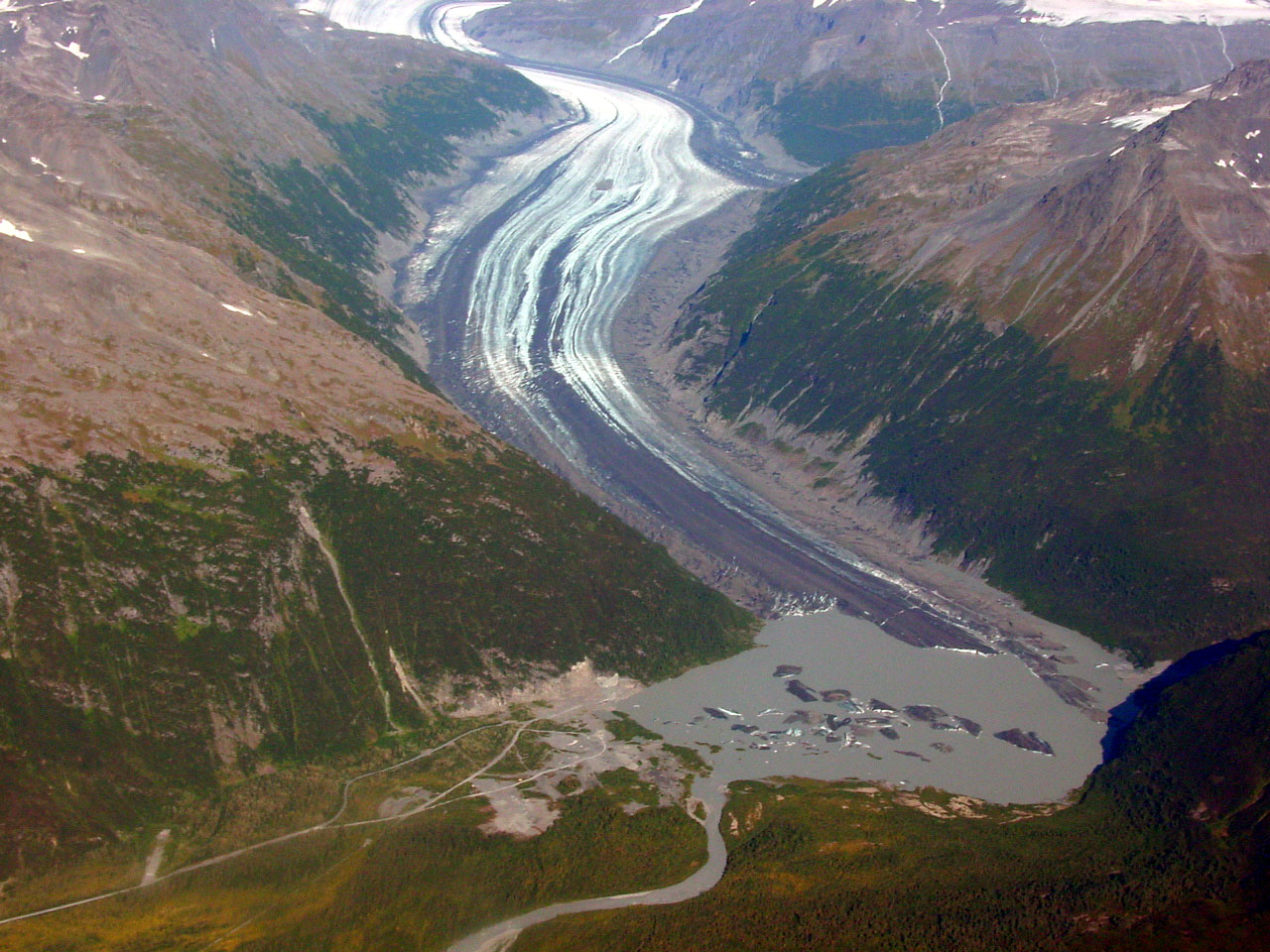
Glaciar Valdez

Sólo unos seiscientos glaciares (aproximadamente el 1  %) han sido nombrados oficialmente por la Junta de Nombres Geográficos de Estados Unidos (BGN). Existen unos sesenta glaciares de marea activos y antiguos en Alaska. En las cordilleras glaciares del sudeste de Alaska y el oeste de Canadá, 205 glaciares (el 75  % en Alaska) tienen un historial de surgencia.
En la misma región, al menos 53 grandes lagos actuales y 7 antiguos han producido jökulhlaups (inundaciones provocadas por glaciares). Los volcanes cubiertos de hielo en Alaska continental y en las islas Aleutianas tienen potencial para producir jökulhlaups causados por la actividad volcánica y geotérmica subglaciar. Debido a la extensión de la superficie cubierta por glaciares y a la falta de mapas a gran escala de las zonas glaciarizadas, las imágenes de satélite y otros datos de teledetección por satélite son los únicos medios prácticos para controlar los cambios regionales en la superficie y el volumen de los glaciares de Alaska en respuesta a los cambios a corto y largo plazo en los climas marítimo y continental del Estado.

### Fauna y flora

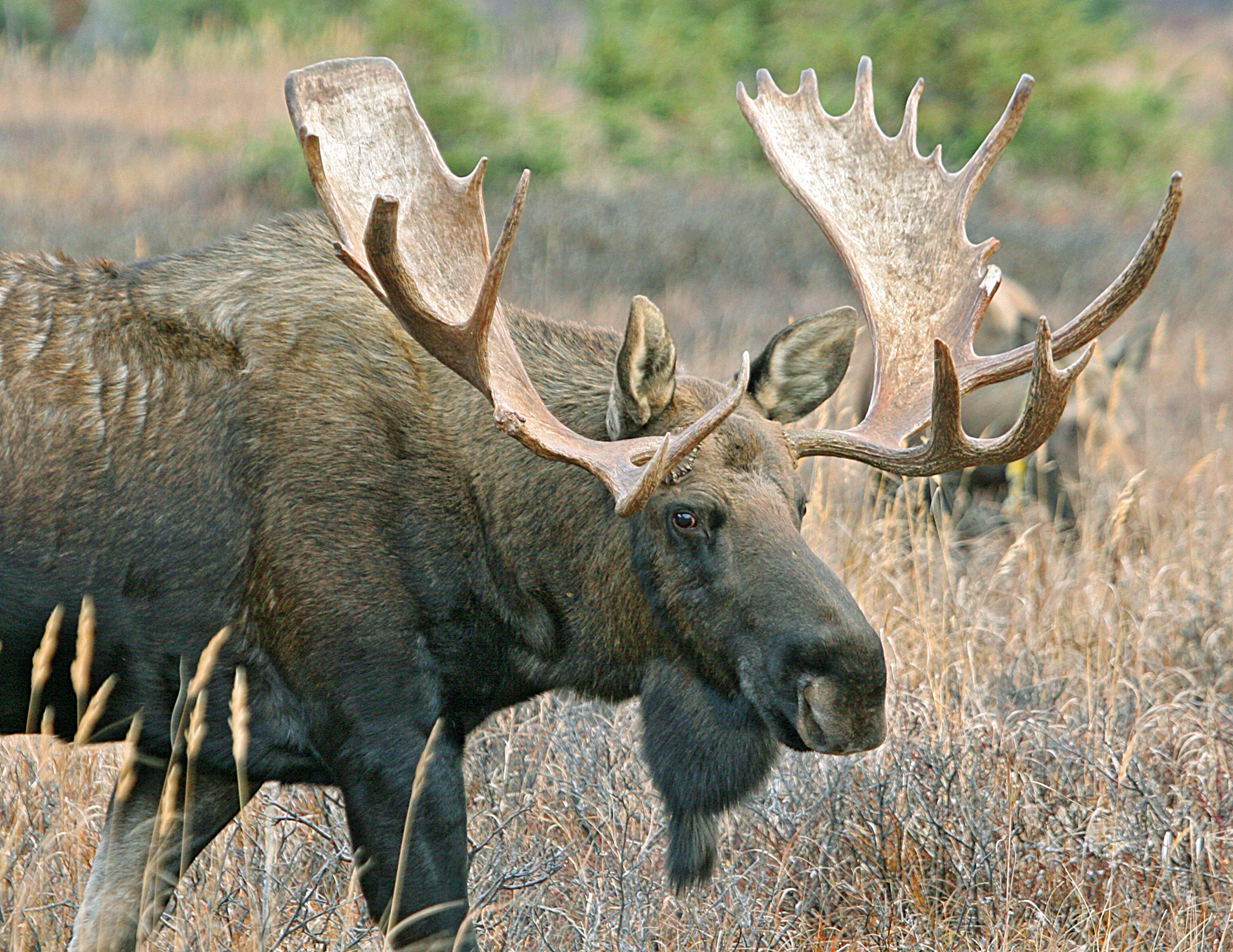
Un alce común (Alces alces) en Alaska

La fauna está protegida en parques y reservas naturales. Hay ocho grandes parques nacionales: el parque nacional y reserva de Denali, el parque nacional y reserva de las Puertas del Ártico, el parque nacional y reserva de Katmai, el parque Nacional de los Fiordos de Kenai, el parque nacional del Valle de Kobuk, el parque nacional de la Bahía de los Glaciares, el parque nacional y reserva del Lago Clark y el parque nacional de Wrangell-San Elías, que también figura en la Lista del Patrimonio Mundial desde 1979.
Los especialistas calculan que en Alaska hay unas mil especies animales, entre ellas 115 mamíferos y 400 aves. Los animales emblemáticos del Estado para los safaris fotográficos o de caza son los llamados «Cinco Grandes» por las autoridades turísticas: esta categoría incluye el oso pardo y también el oso Kodiak que habita en la isla de Kodiak, junto a Alaska, el caribú, el alce (150 000 cabezas, población en aumento), el lobo (de 7000 a 9000) y la oveja de Dall.

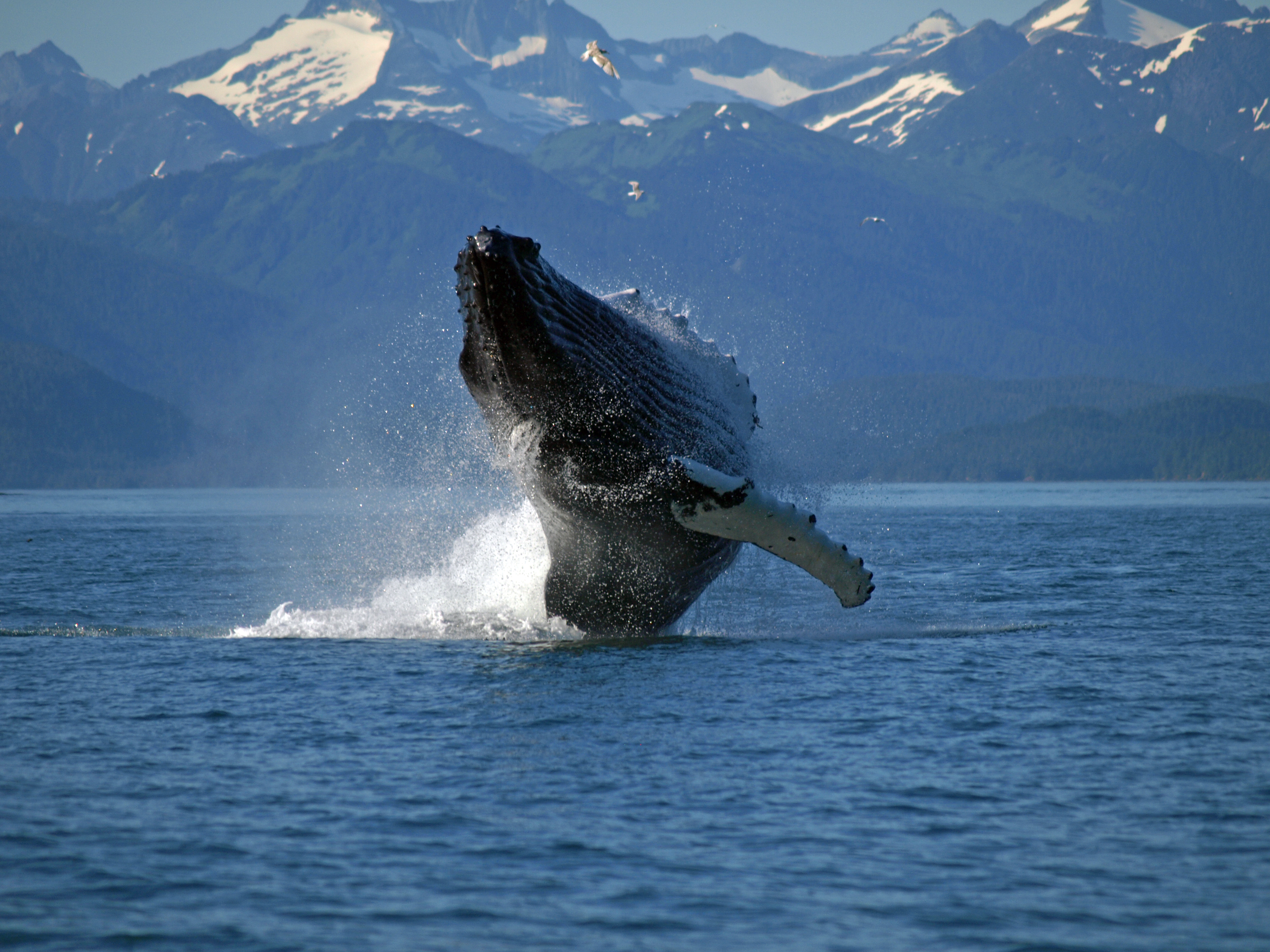
Una Ballena Jorobada (Megaptera novaeangliae) en el Archipiélago Alexander en Alaska

Muchos otros mamíferos, adaptados a las difíciles condiciones naturales, viven también en Alaska: lince, glotón, zorro rojo, lemmings, castor, buey almizclero (exterminado en el siglo XIX, se reintrodujo en 1930 en la isla de Nunivak: se soltaron 34 animales, y ahora hay 600 en la isla, y 2400 en toda Alaska), liebre ártica, cabra de las Montañas Rocosas, garduña, nutria. Algunos de estos mamíferos hibernan o emigran durante el invierno. Los osos polares cazan en el norte de la región: una cuarta parte de los 20 000 a 25 000 osos polares del mundo viven en Alaska. Sólo quedan entre 35 000 y 45 000 osos pardos, de los cuales 3000 se concentran en el archipiélago de Kodiak. Por último, el oso negro, mucho más pequeño, es también más numeroso, con unos 110 000 ejemplares en territorio alasqueño.
La población de caribúes ha pasado de casi 500 000 a principios de siglo a 188 000 en 2021, por debajo del umbral de reproducción, debido principalmente al calentamiento global y a la caza.
- Aves: ptarmigans (un tipo de perdiz nival), búhos, águilas reales, gansos de las nieves, cisnes de Bewick, grullas cenicientas, águilas calvas (el 80 % de las águilas calvas de Estados Unidos viven en Alaska).[46]

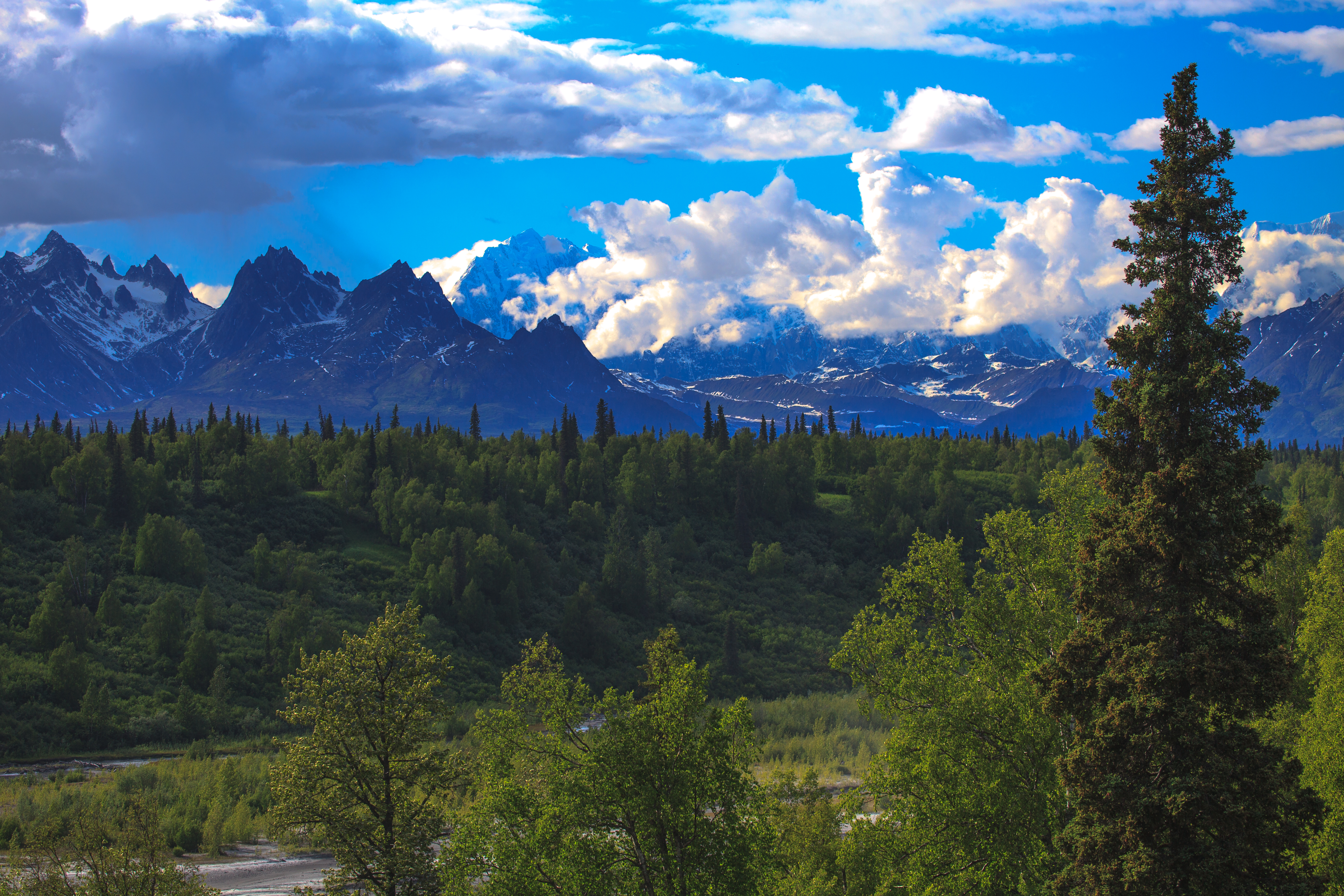
Bosques cercanos al monte Denali el punto más alto de Estados Unidos

- Peces: Trucha arco iris y lucio del norte. El salmón es alimento de los osos pardos, sobre todo el salmón rojo, el más rico. Pero hay muchas otras variedades, como el salmón rojo, el salmón rosado, el salmón coho, el salmón perro y el salmón real.

La orca es sin duda el más emblemático de los mamíferos marinos de Alaska. Vive en todo el estado, desde el mar de Bering hasta el sureste, y hay unos 750 individuos. La ballena jorobada pasa el invierno en las aguas tropicales de Hawái y México y regresa a Alaska en verano (650 ejemplares). La ballena gris también llega al mar de Bering. Las morsas viven principalmente alrededor del mar de Bering, donde hay unas 20 000 ejemplares. También hay focas, leones marinos, crías de mar, lobos marinos y nutrias marinas.
A pesar del duro clima invernal, la flora de Alaska es muy diversa. Hay casi 1500 especies de plantas, flores, árboles y helechos. El norte y el noroeste están cubiertos por la tundra. El bosque pluvial templado cubre las zonas naturales de la costa meridional por la que fluye la corriente de Alaska. El interior, marcado por las condiciones continentales, es el dominio del bosque boreal o taiga. Por último, la vegetación depende de la altitud.

## Demografía

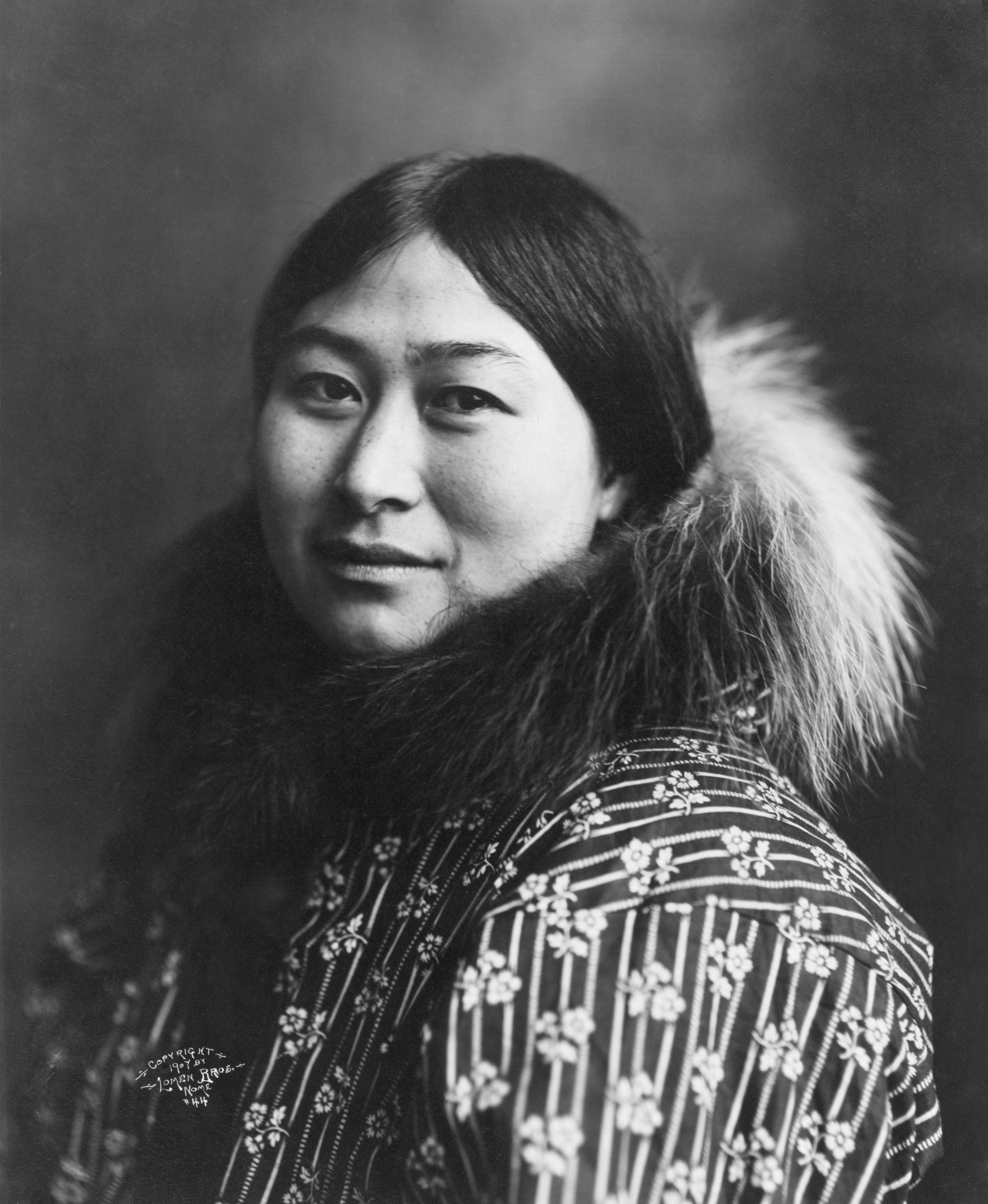
Nowadlook (Nora) Ootenna con un abrigo con cuello de piel. Ootenna era una mujer inuit nativa del Cabo Príncipe de Gales (cabo Nykhta en iñupiat), Alaska. Fotografía tomada ca. 1907.

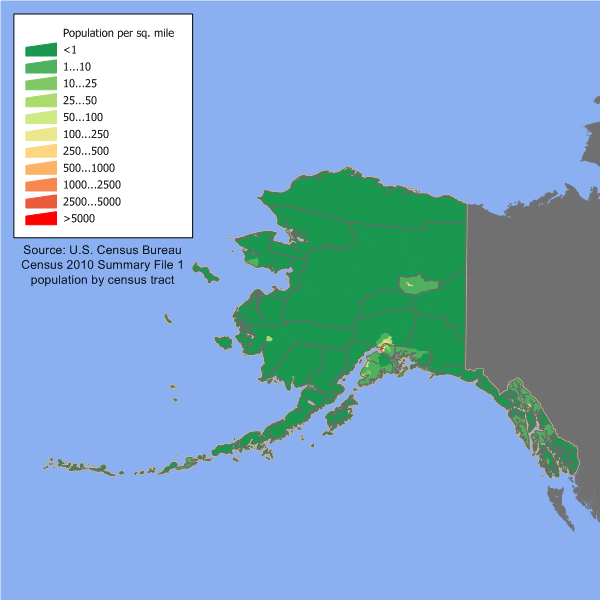
Densidad de población en Alaska.

De acuerdo a la Oficina del Censo de Estados Unidos, la población estimada de Alaska fue de 731 449 para el 1 de julio de 2012, un 3  % de incremento con respecto al censo de 2010, por lo que ocupa el puesto 47.º entre los cincuenta estados de Estados Unidos. Debido a la gran extensión territorial de este estado, el más grande del país, la densidad poblacional resulta extremadamente baja, ya que alcanza sólo 0.4 hab/km², en comparación a los 31 hab/km² de los Estados Unidos. Para hacerse una idea de lo que esto significa, si la isla de Manhattan tuviera la densidad de Alaska, vivirían allí sólo veinticuatro personas.
La Encuesta sobre la comunidad estadounidense de 2019 estimó 733 391 habitantes compuesto por el 60.2  % de la población era blanca no hispana (64.5  % solo blanca), el 3.6  % negra o afroamericana, el 15.7  % indígena estadounidense o nativo de Alaska, el 6.6  % asiático, el 1.4  % nativo de Hawái y otra Islas del Pacífico, el 7.9  % dos o más razas, y 7.5  % hispano o latino de cualquier raza.
| Gráfica de evolución demográfica de Alaska entre 1880 y 2020 |
|                                                              |

### Idiomas
- A nivel estatal:
  - Idioma inglés
  - 20 idiomas indígenas: En abril de 2014 la Cámara de Representantes de Alaska aprobó por unanimidad (38 votos a favor, ninguno en contra) una ley que reconoce a 20 lenguas indígenas como idiomas oficiales a escala estatal. Las 20 lenguas indígenas que fueron reconocidas como idiomas oficiales a nivel de todo el estado pertenecen a dos grandes familias: el esquimo-aleut y el na-dené. El 5.2  % de los habitantes de Alaska habla al menos una de estas lenguas.

Según una encuesta llevada a cabo de 2005 a 2007, el 84.7  % de los habitantes mayores de 5 años hablan sólo inglés en casa; alrededor de 3.5  %, español; el 2.2  %, otro idioma indoeuropeo; y el 4.3  %, una lengua asiática. El 5.3  % hablan otros idiomas.

### Religión
| Religión en Alaska (2018) | Religión en Alaska (2018) | Religión en Alaska (2018) | Religión en Alaska (2018) | Religión en Alaska (2018) |
| ------------------------- | ------------------------- | ------------------------- | ------------------------- | ------------------------- |
| Religión                  | Religión                  |                           | Porcentaje                | Porcentaje                |
| Protestante               | Protestante               |                           | 51.5 %                    | 51.5 %                    |
| Sin religión              | Sin religión              |                           | 17 %                      | 17 %                      |
| Católicos                 | Católicos                 |                           | 14 %                      | 14 %                      |
| Cristianos ortodoxos      | Cristianos ortodoxos      |                           | 12.5 %                    | 12.5 %                    |
| Otras religiones          | Otras religiones          |                           | 5 %                       | 5 %                       |

De acuerdo con las cifras publicadas por la Association of Religion Data Archives (ARDA) en el año 2000, sobre una población total de 626 932 habitantes, 411 709 personas no pertenecían a ninguna de las 188 religiones catalogadas por la asociación, casi dos tercios de la población. Entre las personas que se declaraban miembro de una religión, 78 070 eran protestantes evangélicos; 37 156 protestantes, tradicionales; 54 359 católicos; 21 256, cristianos ortodoxos; y 24 382, de otras religiones.
Según otras fuentes no precisadas:
- Cristianismo - 69  %
  - Protestantismo - 47  %
    - Evangélicos protestantes - 26  %
    - Protestantes históricos - 19  % Catedral de San Miguel de Sitka, de culto ortodoxo.
    - Protestantes negros - 2  %

  - Catolicismo - 14  %
  - Ortodoxos - 13  %

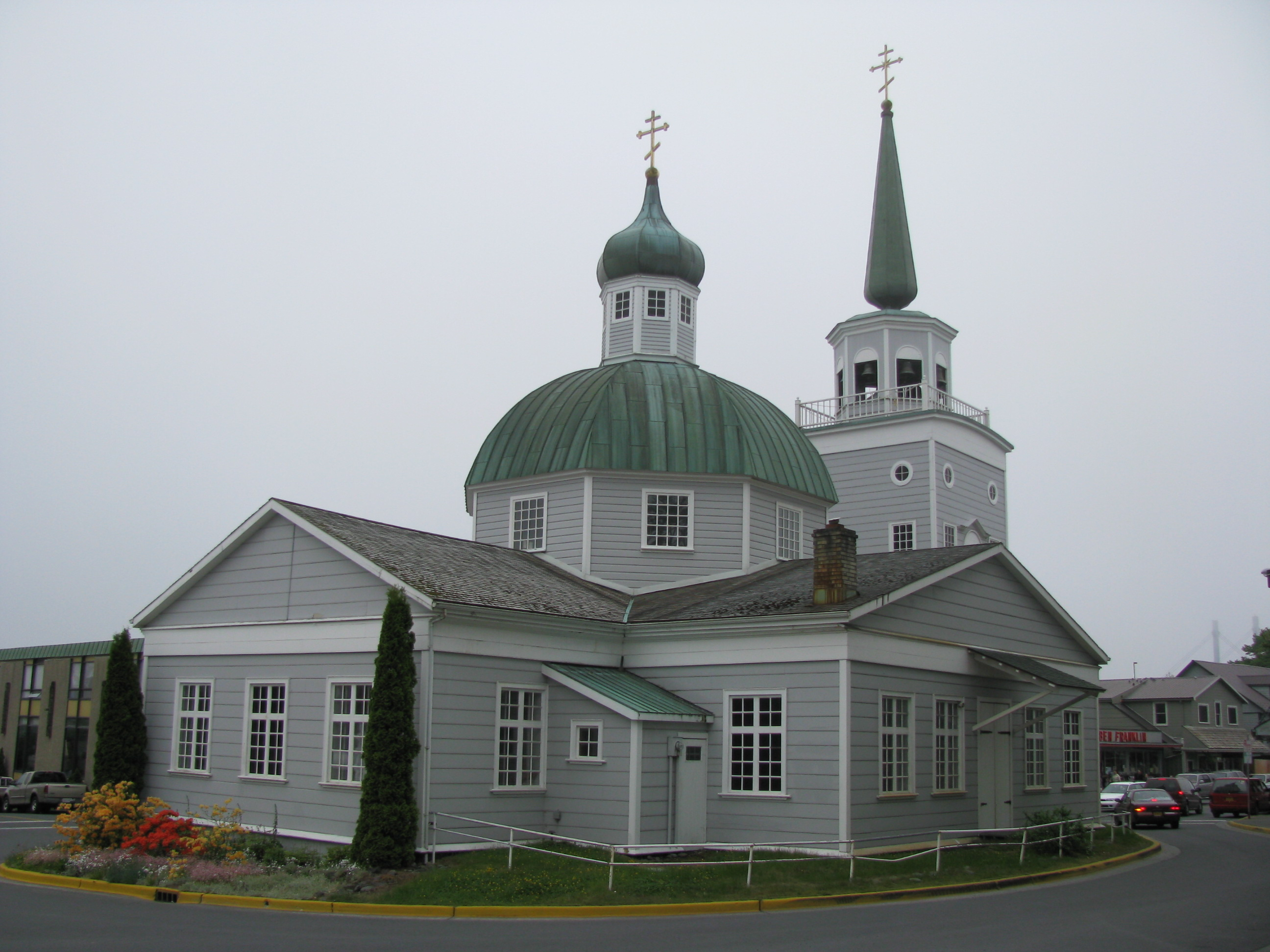
Catedral de San Miguel de Sitka, de culto ortodoxo.

  - Santos de los Últimos Días - 4  %
  - Testigos de Jehová - 0.5  %
  - Otros cristianos - < 0.5  %
- Judaísmo - < 0.5  %
- Budismo - < 0.5  %
- Islam - 1  %
- Bramanistas - < 0.5  %
- Otras religiones mundiales - < 0.5  %

- Otras creencias - 2  %
- Sin religión - 27  %

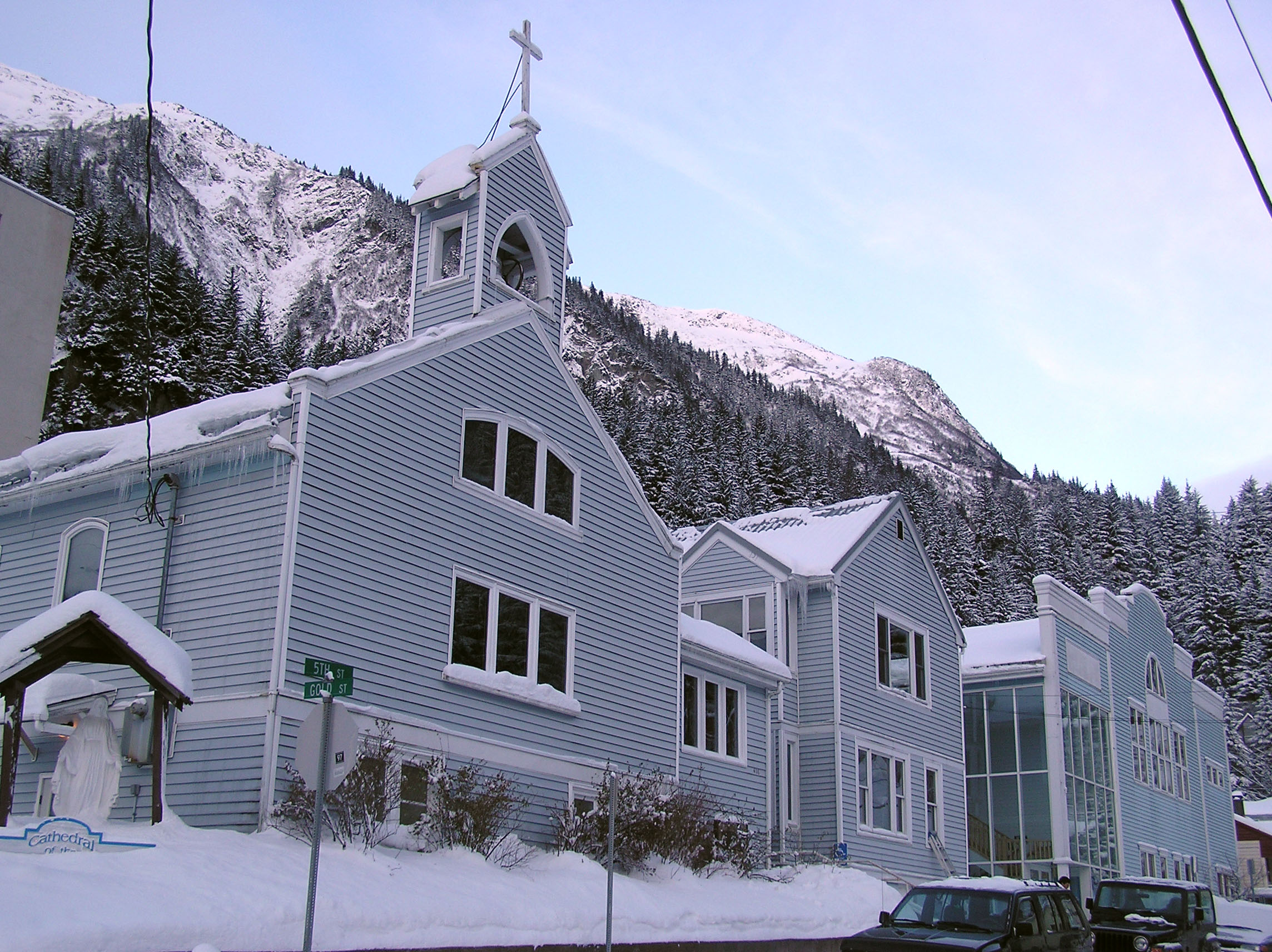
Catedral de la Natividad de la Santísima Virgen María en Juneau, Las mayores confesiones religiosas en Alaska en 2010 eran la Iglesia Católica, con fieles, y los evangélicos no confesionales, con fieles.

Una particularidad de la religión en Alaska es la presencia de la Iglesia ortodoxa. La Iglesia ortodoxa penetró en Alaska cuando esta era colonia rusa, tras haber sido descubierta por navegantes rusos en 1741. Se fundó muy pronto una compañía rusa para el comercio y exportación de pieles finas, tan abundantes en toda la región. Los rusos se establecieron sobre todo en la cadena de las Aleutianas y en la isla de Kodiak. El jefe Cherikov, hombre devoto, al parecer, pidió misioneros a la emperatriz Catalina II que se encargaran de los colonos rusos en primer lugar y atendieran luego a la evangelización de los nativos, sobre todo indios aleutianos y esquimales del Norte de la península. El Santo Sínodo de la Iglesia rusa aprobó la proposición y envió la primera expedición misionera al mando del archimandrita Joasaf Bolotov, diez hombres en total: varios sacerdotes, dos diáconos y dos monjes. Llegaron a Kodiak el 24 de septiembre de 1794. Para 1860, siete años antes de la venta de Alaska por Rusia a Estados Unidos, los ortodoxos en Alaska llegaban a los 12 000 fieles aproximadamente.

### Educación

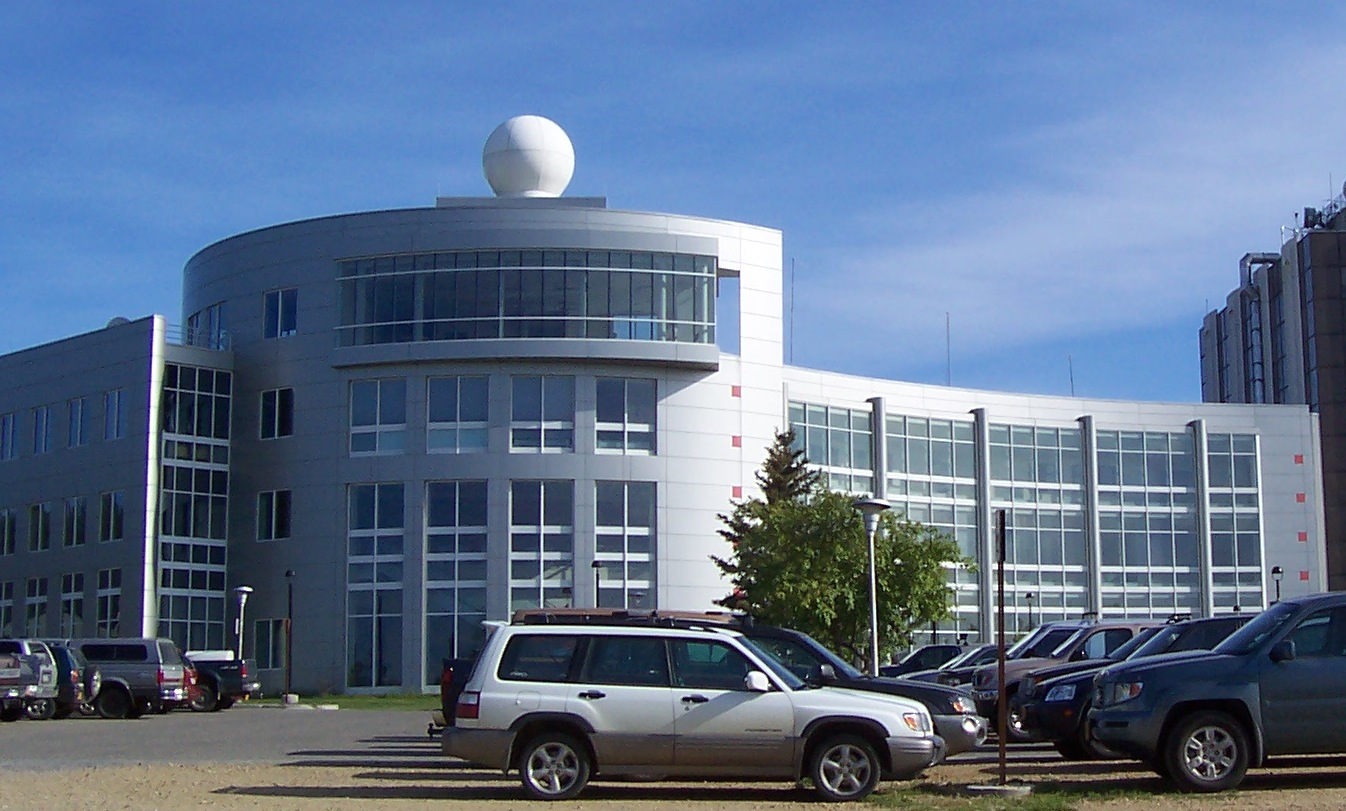
Centro Internacional de Investigación Ártica, Universidad de Alaska en Fairbanks

La educación pública en Alaska estuvo prácticamente desatendida tras la compra de esta por los Estados Unidos hasta que, en 1877, se creó la primera escuela primaria. En 1878 se estableció la primera institución de educación superior, el Sheldon Jackson College, en Sitka. Más tarde, se crearon otros centros educativos, como la Escuela de Agricultura y el Colegio de Minas, en Fairbanks (1923). Esta institución fue el núcleo de la futura Universidad de Alaska, fundada en 1935; desde entonces, se ha centrado en los estudios de ciencias e ingeniería, y hoy es uno de los pocos centros de investigación especializados en el océano Ártico.
El Departamento de Educación y Desarrollo Temprano de Alaska administra muchos distritos escolares de Alaska. Además, el estado gestiona un internado, el Mt. Edgecumbe High School de Sitka, y financia parcialmente otros internados, como el Nenana Student Living Center de Nenana y The Galena Interior Learning Academy de Galena.
En Alaska hay más de una docena de colegios y universidades. Entre las universidades acreditadas de Alaska se encuentran la Universidad de Alaska Anchorage, la Universidad de Alaska Fairbanks, la Universidad de Alaska Southeast y la Universidad de Alaska Pacific. Alaska es el único estado que no cuenta con programas de atletismo universitario miembros de la División I de la NCAA, aunque tanto Alaska-Fairbanks como Alaska-Anchorage son miembros de la División I de hockey sobre hielo masculino.

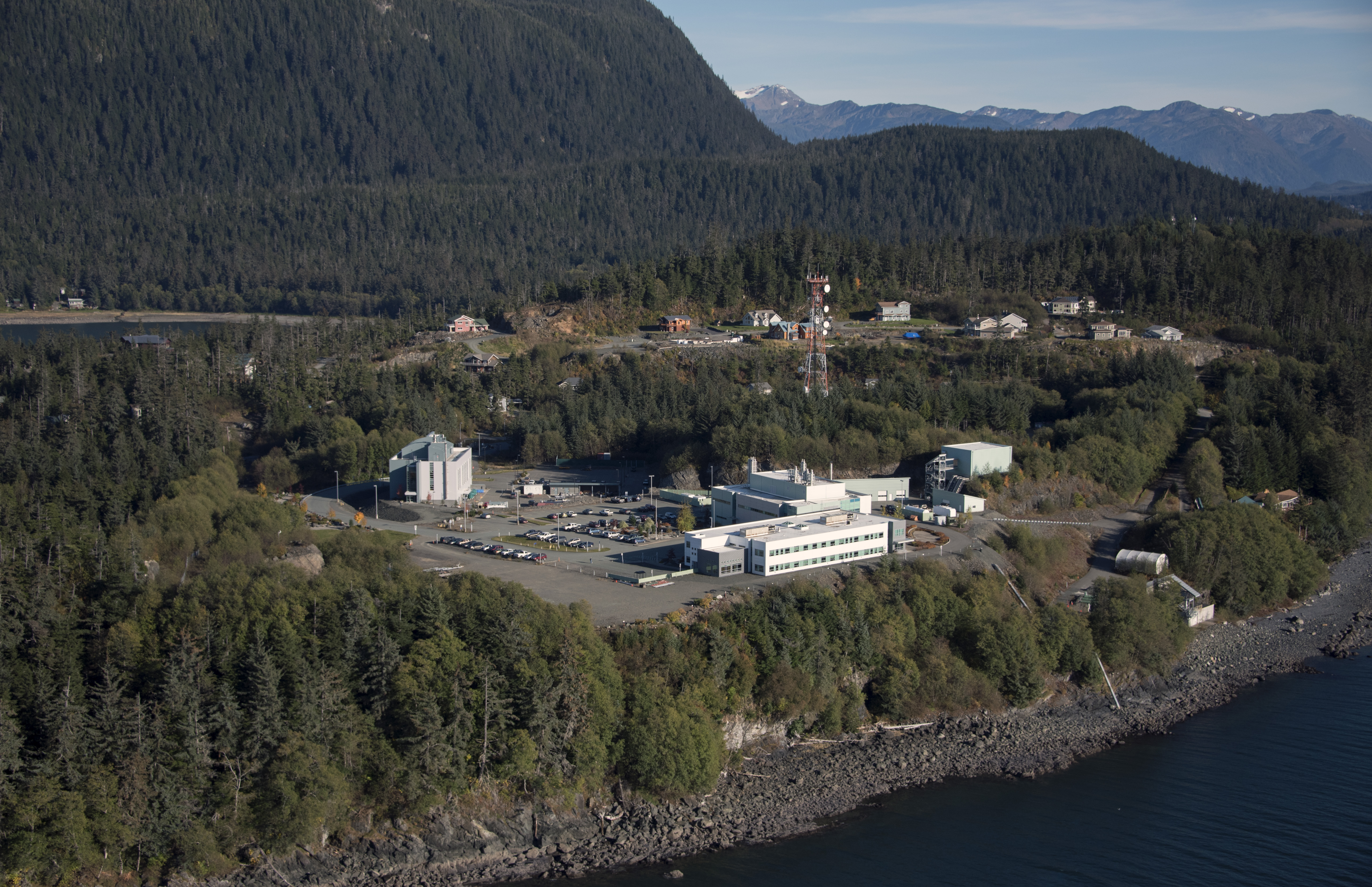
Instituto de Investigación Marina de Alaska

El Departamento de Trabajo y Desarrollo Laboral de Alaska gestiona el AVTEC, el Instituto Tecnológico de Alaska. Los campus de Seward y Anchorage ofrecen programas de formación de una semana a 11 meses en áreas tan diversas como Tecnología de la Información, Soldadura, Enfermería y Mecánica.
Alaska ha tenido problemas de «fuga de cerebros». Muchos de sus jóvenes, incluidos la mayoría de los de mayor rendimiento académico, abandonan el estado tras graduarse en secundaria y no regresan. En 2013, Alaska no tenía facultad de Derecho ni de Medicina. La Universidad de Alaska ha intentado combatir esta situación ofreciendo becas parciales de cuatro años al 10  % de los mejores graduados de secundaria de Alaska, a través del programa Alaska Scholars.
A partir de 1998, las escuelas de las zonas rurales de Alaska deben tener al menos 10 alumnos para conservar la financiación del estado, y los campus que no alcanzan esa cifra cierran. Esto se debió a la pérdida de los ingresos del petróleo que antes sostenían a las escuelas rurales más pequeñas. En 2015, hubo una propuesta para elevar ese mínimo a 25, pero los legisladores del estado en su mayoría no estuvieron de acuerdo.

## Economía

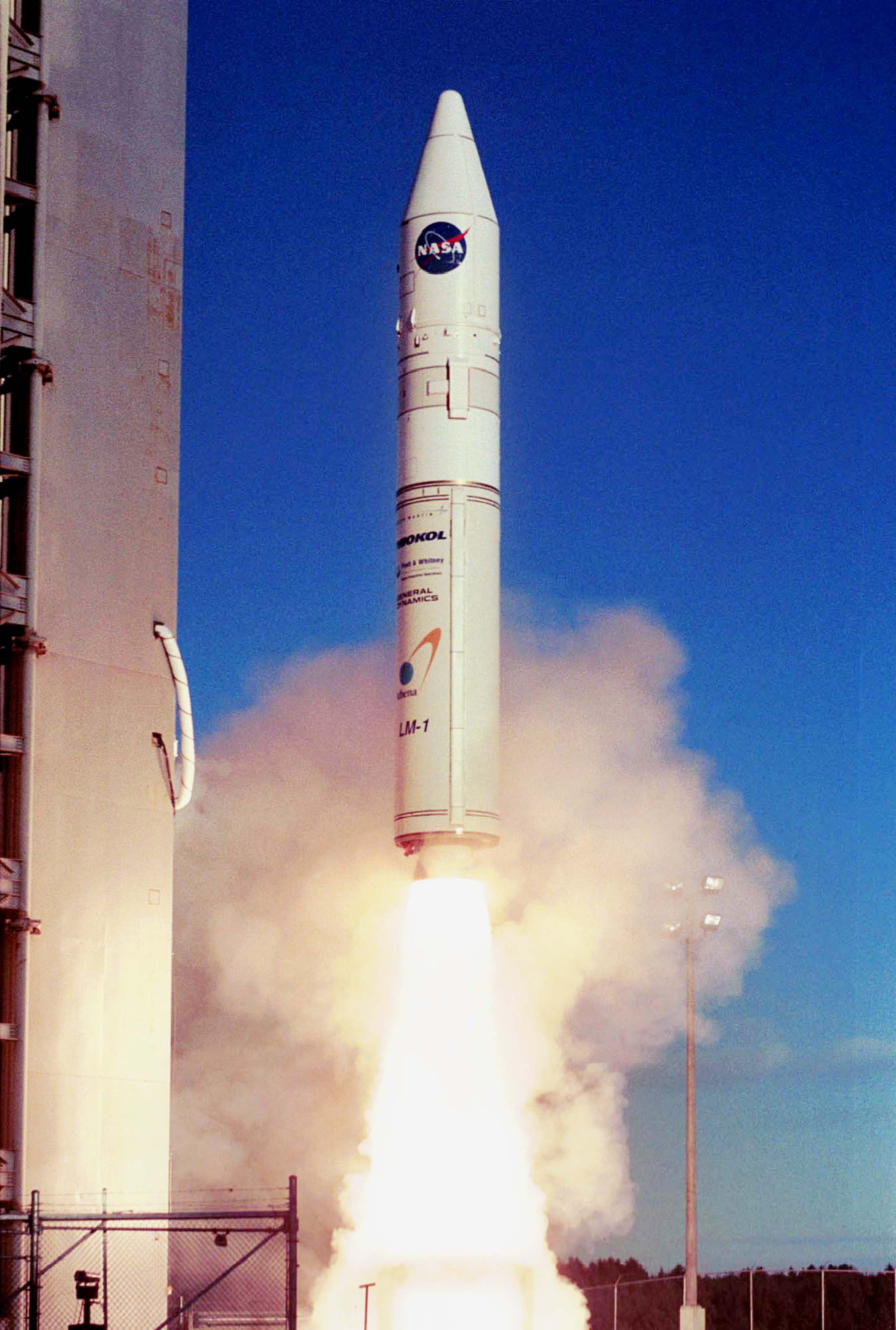
El cohete Athena 1 lanzado desde la isla de Kodiak, Corporación Aeroespacial de Alaska

La minería y la industria petrolera son la mayor fuente de riqueza del estado. Los sectores en Alaska que más personas emplean son, por este orden, el sector público (ya sea local, estatal o federal), los servicios, el comercio, y transportes y obras públicas. Los sectores industriales y la minería (sobre todo este último) sufrieron un descenso apreciable durante el año 1999 en cuanto a la contratación de mano de obra. En términos de producto interior bruto (PIB), este estado experimentó un crecimiento muy reducido del 0.9  % anual (1995-96), el menor de todo el país.

### Agricultura
La mayor parte de la actividad agrícola se localiza en el valle del Matanuska o en la península de Kenai. Los principales cultivos son la papa, la zanahoria, la lechuga y el repollo. La zona de Delta Junction tiene una considerable cantidad de granjas productoras de cebada y heno, las cuales fueron desarrolladas mediante un programa estatal dirigido por Jay Hammond en su segundo mandato como gobernador.

### Ganadería
La ganadería se reduce a la cría de renos y caribúes en la península de Seward, además de la caza de subsistencia de alces y ovejas de Dall. Posee una fuerte industria maderera.

### Minería
Los recursos minerales son abundantes: se extrae oro del valle del Yukón, plata, zinc, hierro, cobre y otros minerales. Alaska cuenta con grandes yacimientos de carbón bituminoso, subituminoso, hulla y lignito. También posee ricos yacimientos de gas natural en North Slope y amplio potencial para la generación de energía hidroeléctrica, eólica y geotérmica.

### Pesca
La actividad pesquera es importante en Alaska, ya que del mar de Bering y el Pacífico Norte se obtienen salmón, bacalao, abadejo y cangrejo real.

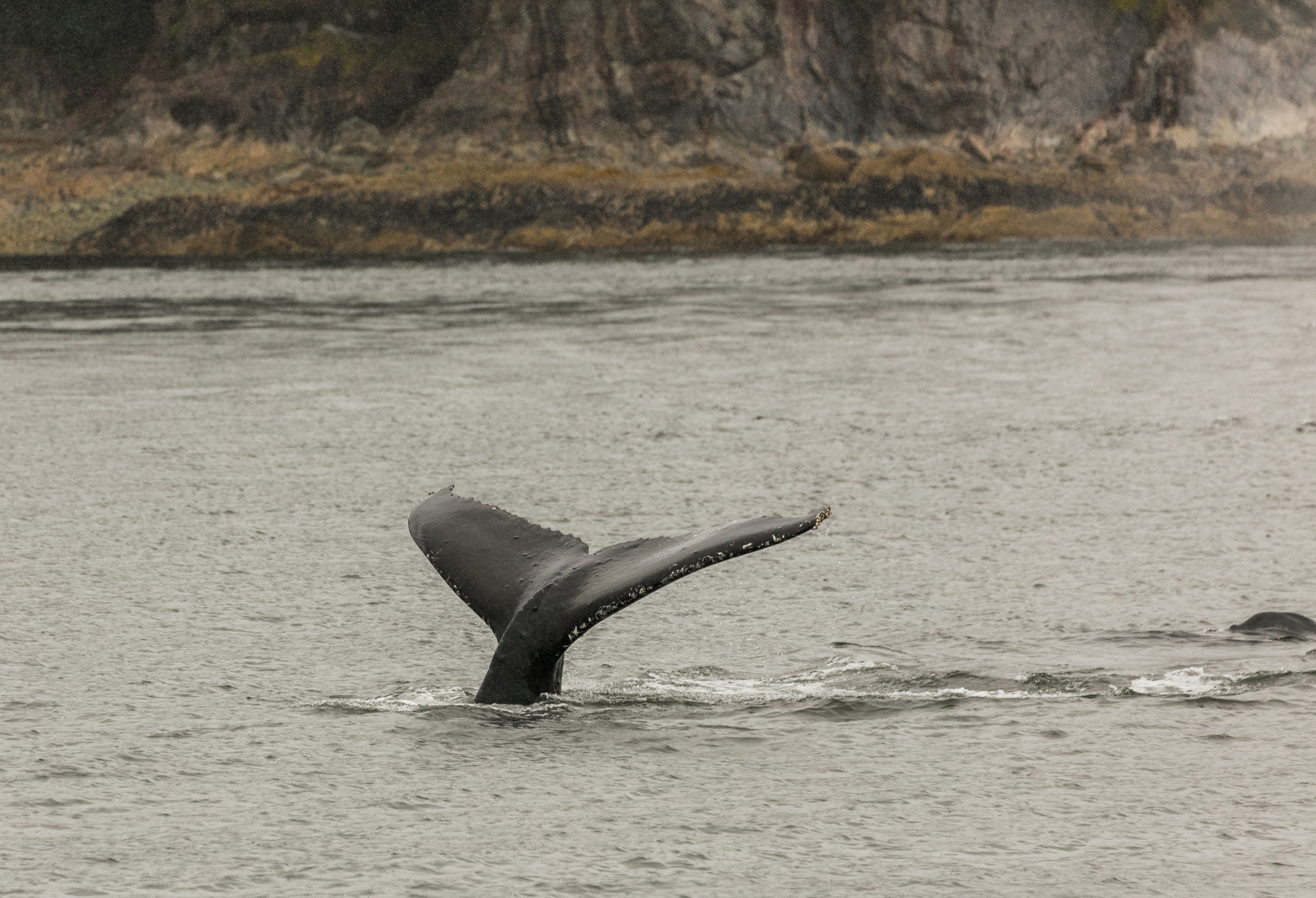
Avistamiento de ballenas jorobadas (Megaptera novaeangliae), Juneau, Alaska.

### Energía
Alaska posee vastos recursos energéticos, aunque sus reservas de petróleo se han agotado en gran medida. Las principales reservas de petróleo y gas se encontraban en las cuencas de Alaska North Slope (ANS) y Cook Inlet, pero según la Administración de Información Energética, en febrero de 2014 Alaska había caído al cuarto puesto del país en producción de crudo tras Texas, Dakota del Norte y California.
La bahía de Prudhoe, en el North Slope de Alaska, sigue siendo el segundo yacimiento petrolífero de mayor rendimiento de Estados Unidos, con una producción habitual de unos 400 000 barriles diarios (64 000 m3/d), aunque a principios de 2014 la formación Bakken de Dakota del Norte producía más de 900 000 barriles diarios (140 000 m3/d). El de la Bahía de Prudhoe fue el mayor yacimiento de petróleo convencional jamás descubierto en Norteamérica, pero era mucho menor que el enorme yacimiento canadiense de arenas petrolíferas de Athabasca, que en 2014 producía alrededor de 1 500 000 barriles diarios (240 000 m3/d) de petróleo no convencional, y tenía cientos de años de reservas producibles a ese ritmo.
El oleoducto Trans-Alaska puede transportar y bombear hasta 2.1 millones de barriles (330 000 m3) de crudo al día, más que cualquier otro oleoducto de Estados Unidos. Además, en las cuencas de carbón bituminoso, subbituminoso y de lignito de Alaska hay importantes yacimientos de carbón. El Servicio Geológico de Estados Unidos calcula que hay 85.4 billones de pies cúbicos (2420 km³) de gas técnicamente recuperable sin descubrir procedente de hidratos de gas natural en el Talud Norte de Alaska. Alaska también ofrece uno de los mayores potenciales hidroeléctricos del país gracias a sus numerosos ríos. También hay grandes extensiones de costa con potencial eólico y geotérmico.

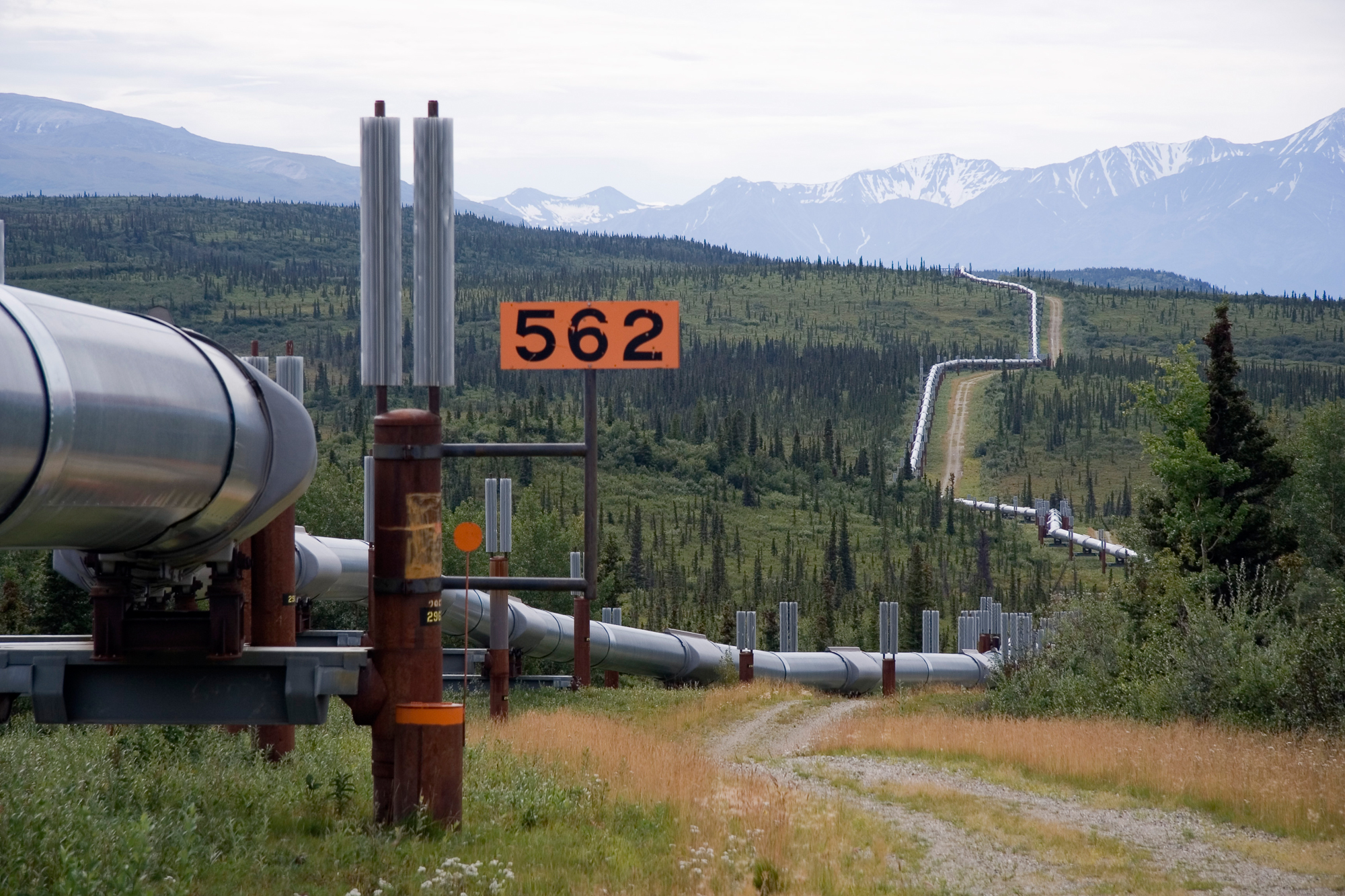
Sistema de oleoducto Trans-Alaska.

La economía de Alaska depende en gran medida del gasóleo, cada vez más caro, para la calefacción, el transporte, la electricidad y la luz. Aunque la energía eólica e hidroeléctrica son abundantes y están poco desarrolladas, las propuestas de sistemas energéticos a escala estatal (por ejemplo, con interconexiones eléctricas especiales de bajo coste) se consideraron poco rentables (en el momento de elaborar el informe, 2001) debido a los bajos precios del combustible (menos de 50¢/gal), las largas distancias y la escasa población. Hoy en día, el coste de un galón de gasolina en las zonas urbanas de Alaska suele ser entre treinta y sesenta céntimos superior a la media nacional; los precios en las zonas rurales suelen ser bastante más altos, pero varían mucho en función de los costes de transporte, los picos estacionales de uso, las infraestructuras cercanas de explotación petrolífera y muchos otros factores.

### Fondo Permanente
El Fondo Permanente de Alaska es una asignación constitucionalmente autorizada de los ingresos del petróleo, establecida por los votantes en 1976 para gestionar un excedente de los ingresos estatales procedentes del petróleo, en gran parte en previsión del entonces recién construido Sistema de Oleoductos Trans-Alaska. El fondo fue propuesto originalmente por el Gobernador Keith Miller en vísperas de la venta del arrendamiento de Prudhoe Bay en 1969, por temor a que la asamblea legislativa gastara todo el producto de la venta (que ascendía a 900 millones de dólares) de una sola vez. Más tarde lo defendieron el gobernador Jay Hammond y el representante estatal de Kenai Hugh Malone. Desde entonces ha sido una atractiva perspectiva política, ya que desvía ingresos que normalmente se depositarían en el fondo general.
La Constitución de Alaska se redactó para desalentar la dedicación de fondos estatales a un fin concreto. El Fondo Permanente se ha convertido en la rara excepción a esto, debido sobre todo al clima político de desconfianza existente en la época de su creación. Desde su capital inicial de 734 000 dólares, el fondo ha crecido hasta los 50 000 millones de dólares como resultado de los royalties del petróleo y los programas de inversión de capital. La mayor parte del capital, si no todo, se invierte de forma conservadora fuera de Alaska. Esto ha dado lugar a frecuentes llamamientos de los políticos de Alaska para que el Fondo realice inversiones dentro de Alaska, aunque tal postura nunca ha cobrado fuerza.

A partir de 1982, los dividendos del crecimiento anual del fondo se han pagado cada año a los alaskeños que cumplían los requisitos, desde los 1000 dólares iniciales de 1982 (equivalentes a tres años de pagos, ya que la distribución de los pagos se retrasó por un pleito sobre el plan de distribución) hasta los 3269 dólares de 2008 (que incluían un «reembolso de recursos» único de 1200 dólares). Cada año, la legislatura estatal retira el 8  % de las ganancias, devuelve el 3  % al capital para protegerlo de la inflación y distribuye el 5  % restante a todos los habitantes de Alaska que reúnan los requisitos. Para tener derecho a percibir los dividendos del Fondo Permanente, hay que haber vivido en el estado durante un mínimo de doce meses, mantener una residencia constante, con las ausencias permitidas, y no estar sujeto a sentencias judiciales o condenas penales que entren dentro de las diversas clasificaciones de inhabilitación o puedan someter el importe del pago a embargo civil.

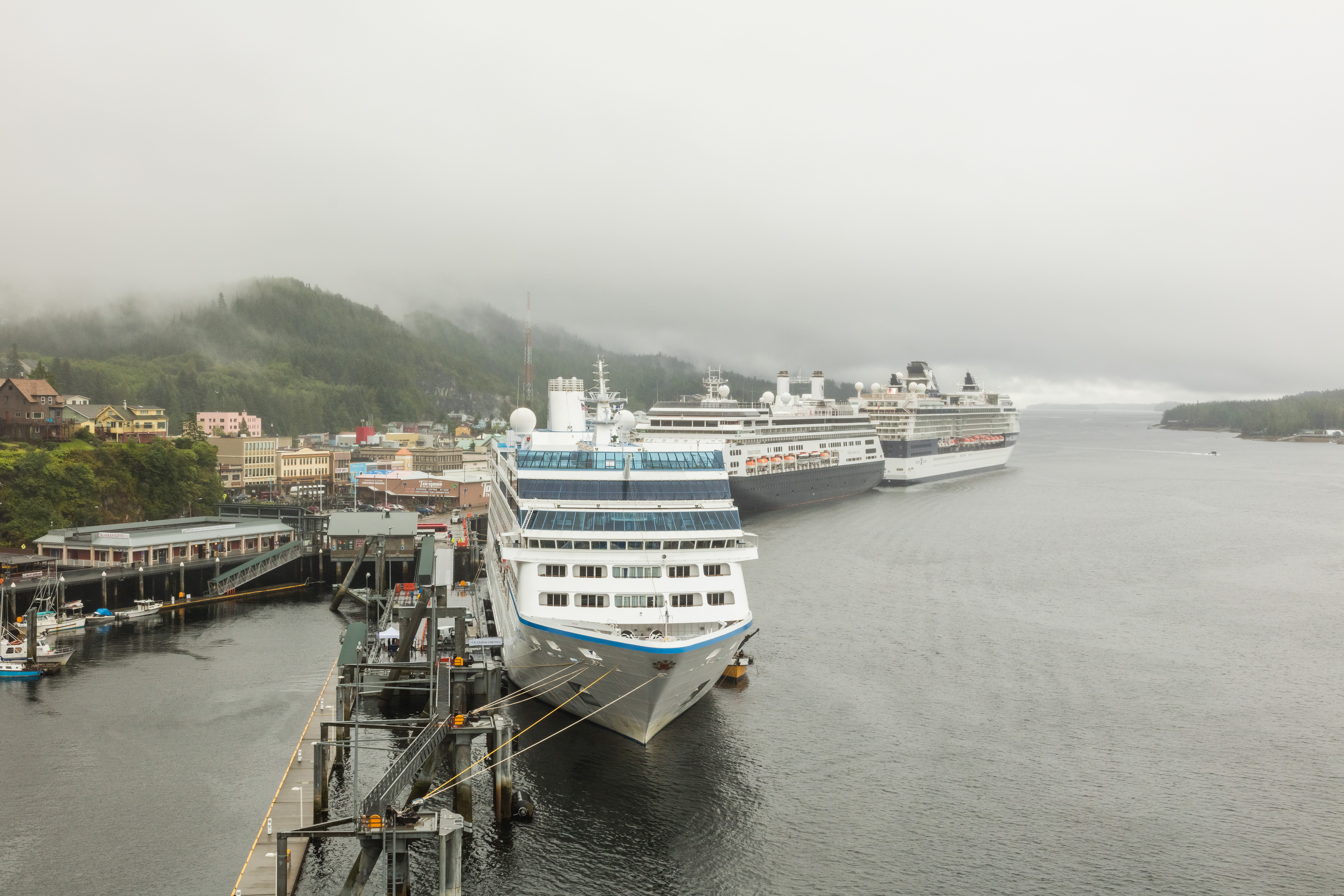
Varios cruceros con cientos de turistas en el puerto de Ketchikan, Alaska.

El Fondo Permanente suele considerarse uno de los principales ejemplos de política de renta básica en el mundo.

### Turismo
Alaska ofrece una excelente oferta turística, dada su orografía, sus costas y los numerosos ríos que la atraviesan. Esta riqueza está siendo afectada por el efecto invernadero y la extracción de petróleo y minerales.

## Política y gobierno

### Gobierno estatal
Al igual que el resto de estados de EE. UU., Alaska se gobierna como una entidad republicana, con tres poderes básicos: un poder ejecutivo formado por el gobernador de Alaska y las personas nombradas por éste que dirigen los departamentos ejecutivos; un poder legislativo formado por la Cámara de Representantes y el Senado de Alaska; y un poder judicial formado por el Tribunal Supremo de Alaska y los tribunales inferiores.

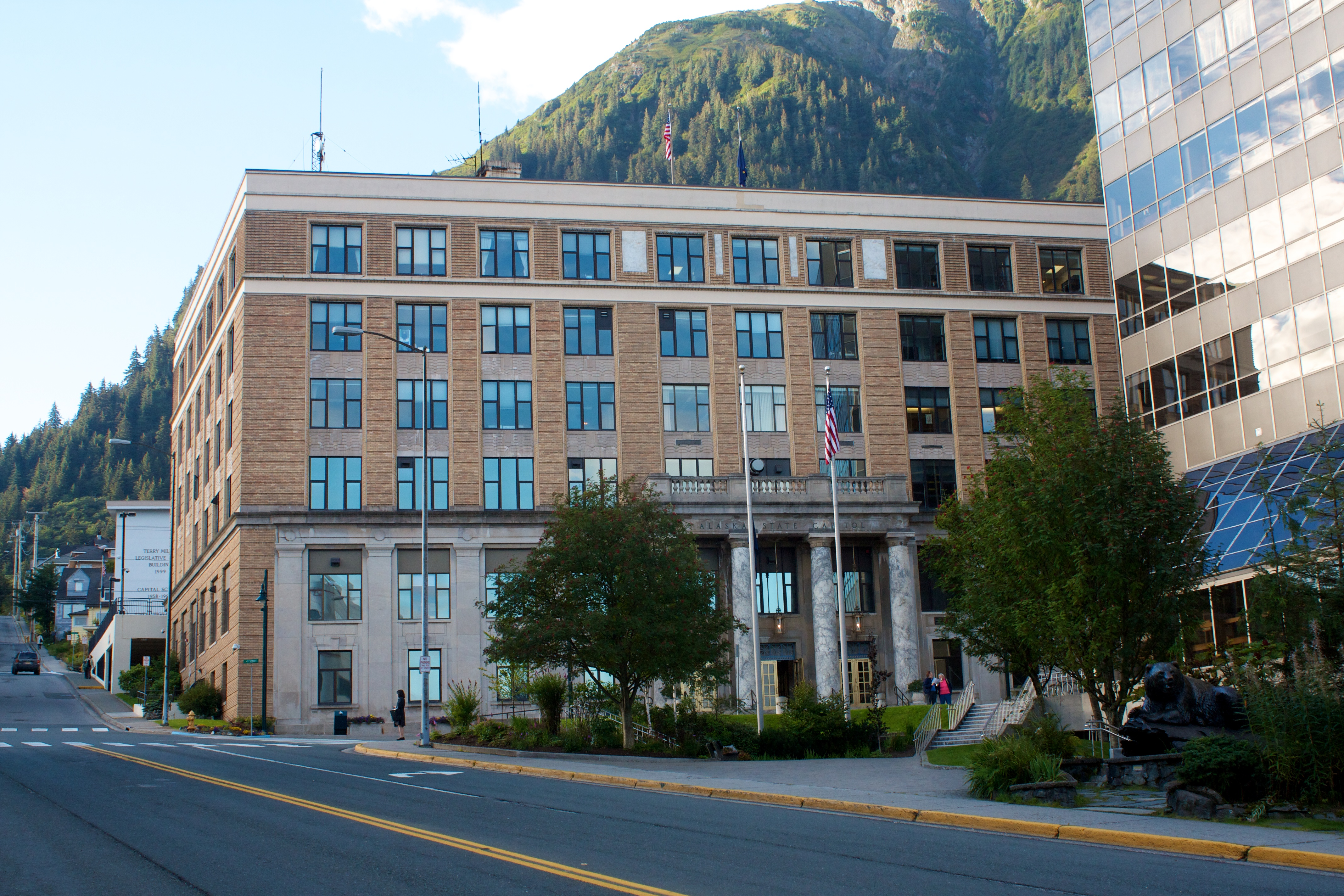
Capitolio Estatal de Alaska

En el estado de Alaska trabajan aproximadamente 16 000 personas.
La Legislatura de Alaska está compuesta por una Cámara de Representantes de 40 miembros y un Senado de 20 miembros. Los senadores tienen mandatos de cuatro años y los miembros de la Cámara de dos. El Gobernador de Alaska tiene un mandato de cuatro años. El vicegobernador se presenta por separado del gobernador en las primarias, pero en las elecciones generales, el candidato a gobernador y el candidato a vicegobernador se presentan juntos en la misma candidatura.
El sistema judicial de Alaska tiene cuatro niveles: el Tribunal Supremo de Alaska, el Tribunal de Apelaciones de Alaska, los tribunales superiores y los tribunales de distrito. Los tribunales superiores y de distrito son tribunales de primera instancia. Los tribunales superiores son tribunales de jurisdicción general, mientras que los tribunales de distrito sólo conocen de ciertos tipos de casos, incluyendo casos penales por delitos menores y casos civiles valorados hasta 100 000 dólares.
El Tribunal Supremo y el Tribunal de Apelaciones son tribunales de apelación. El Tribunal de Apelaciones está obligado a conocer de las apelaciones de ciertas decisiones de los tribunales inferiores, incluidos los relativos a los procesos penales, la delincuencia juvenil, y habeas corpus. El Tribunal Supremo conoce de los recursos civiles y puede, a su discreción, conocer de los recursos penales.

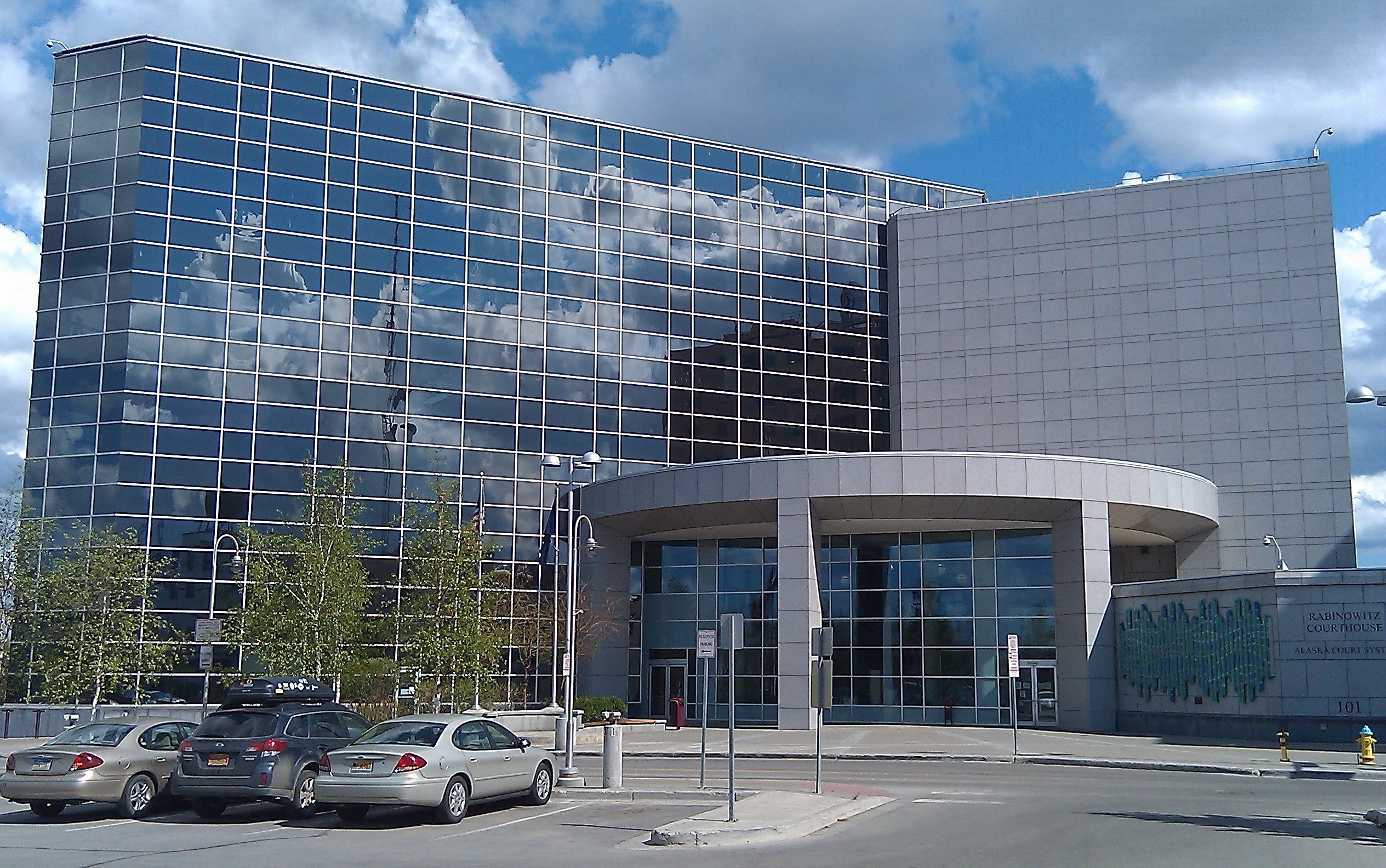
Palacio de Justicia de Fairbanks, Alaska

### Política partidista
Aunque en sus primeros años de estatalidad Alaska era un estado demócrata, desde principios de la década de 1970 se ha caracterizado por ser de tendencia republicana. Las comunidades políticas locales han trabajado a menudo en cuestiones relacionadas con el desarrollo del uso de la tierra, la pesca, el turismo y los derechos individuales. Los nativos de Alaska, aunque organizados en sus comunidades y en torno a ellas, han participado activamente en las corporaciones nativas. A éstas se les ha concedido la propiedad de grandes extensiones de tierra, que requieren una administración.
Alaska era antes el único estado en el que la posesión de una onza o menos de marihuana en el propio domicilio era completamente legal según la ley estatal, aunque la ley federal sigue en vigor.
El estado cuenta con un movimiento independentista a favor de una votación sobre la secesión de Estados Unidos, con el Partido de la Independencia de Alaska (Alaskan Independence Party).

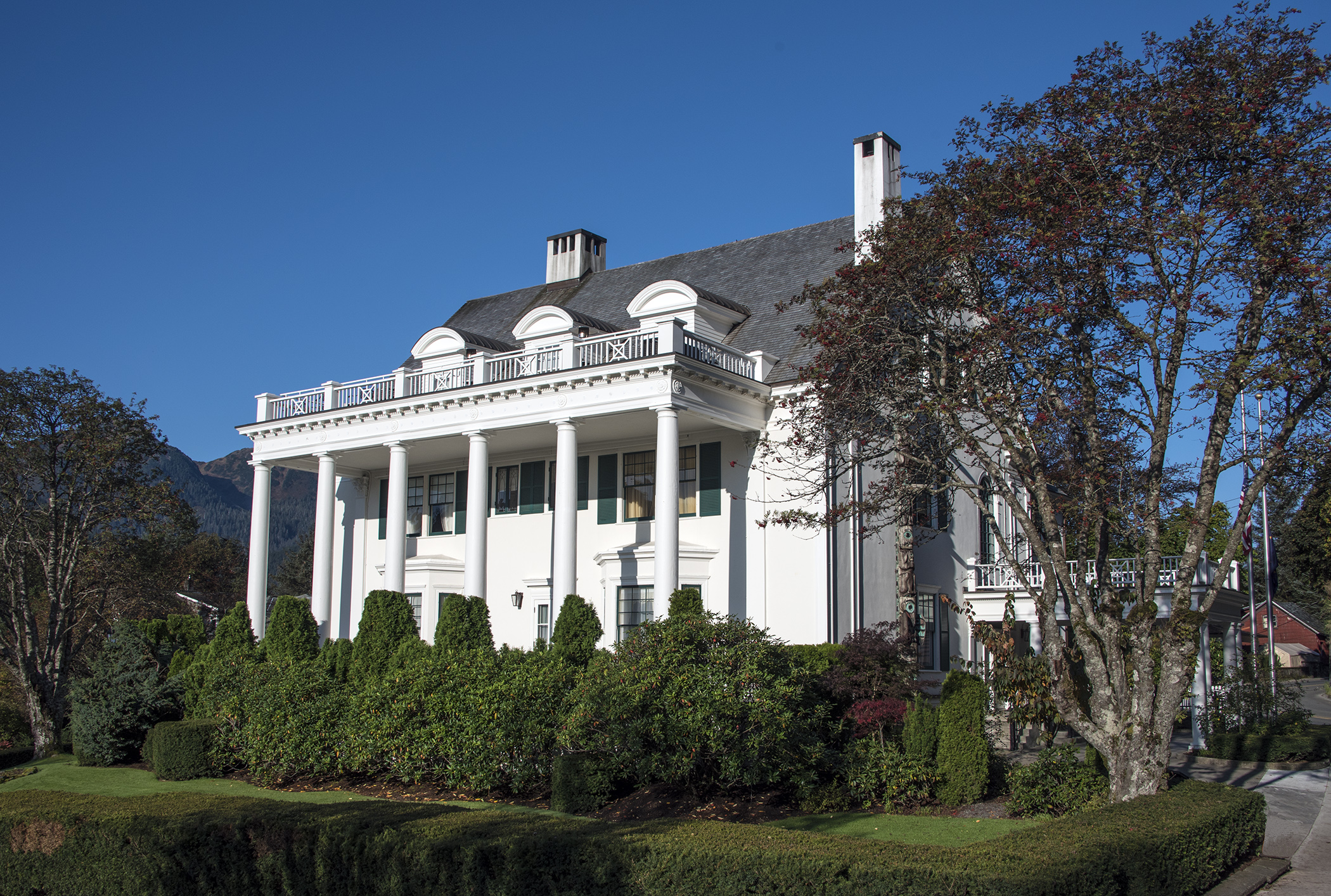
Mansión del Gobernador de Alaska

Seis republicanos y cuatro demócratas han sido gobernadores de Alaska. Además, el gobernador republicano Wally Hickel fue elegido para un segundo mandato en 1990 tras abandonar el partido republicano y unirse brevemente a la candidatura del Partido Independentista de Alaska el tiempo suficiente para ser reelegido. Se reincorporó oficialmente al Partido Republicano en 1994.
La iniciativa de los votantes de Alaska que legaliza la marihuana entró en vigor el 24 de febrero de 2015, situando a Alaska junto a Colorado y Washington como los tres primeros estados de Estados Unidos donde la marihuana recreativa es legal. La nueva ley implica que los mayores de 21 años pueden consumir pequeñas cantidades de cannabis. La primera tienda de marihuana legal abrió en Valdez en octubre de 2016.

### Impuestos
Para financiar las operaciones del gobierno estatal, Alaska depende principalmente de los ingresos del petróleo y de las subvenciones federales. Es uno de los cinco estados sin impuesto sobre las ventas, uno de los siete estados sin impuesto sobre la renta de las personas físicas y, junto con New Hampshire, uno de los dos estados que no tienen ninguno de los dos impuestos. La División Fiscal del Departamento de Hacienda informa periódicamente sobre las fuentes de ingresos del estado. El departamento también publica un resumen anual de sus operaciones, incluyendo las nuevas leyes estatales que afectan directamente a la división de impuestos. En 2014, la Tax Foundation clasificó a Alaska como el estado con la cuarta política fiscal más «favorable a las empresas», solo por detrás de Wyoming, Dakota del Sur y Nevada.

Aunque Alaska no tiene impuesto estatal sobre las ventas, 89 municipios recaudan un impuesto local sobre las ventas, del 1.0 al 7.5  %, normalmente del 3 al 5  %. Otros impuestos locales que se recaudan son los impuestos sobre el pescado crudo, los impuestos sobre los hoteles, moteles y bed and breakfast, los impuestos sobre las ganancias, los impuestos sobre el licor y el tabaco, los impuestos sobre el juego (pull tabs), los impuestos sobre los neumáticos y los impuestos sobre la transferencia de combustible. Una parte de los ingresos recaudados por determinados impuestos estatales y tasas de licencia (como el petróleo, el carburante de aviación y la cooperativa telefónica) se comparte con los municipios de Alaska.

División política de Alaska: los boroughs organizados y las áreas censales del borough no organizado.

La caída de los precios del petróleo tras el auge del fracking a principios de la década de 2010 ha diezmado la tesorería del estado de Alaska, que históricamente ha recibido alrededor del 85  % de sus ingresos de los impuestos y tasas impuestos a las empresas de petróleo y gas. El gobierno estatal ha tenido que reducir drásticamente su presupuesto, y ha llevado su déficit presupuestario de más de 2000 millones de dólares en 2016 a menos de 500 millones de dólares en 2018. En 2020, el presupuesto del gobierno estatal de Alaska era de 4800 millones de dólares, mientras que los ingresos públicos previstos eran de sólo 4500 millones.

### División política
El estado de Alaska, en los Estados Unidos, no está dividido en condados como los otros restantes estados (a excepción de Luisiana que se divide en parroquias), sino que se divide en «boroughs organizados». La mayoría de las ciudades más pobladas de Alaska forman parte de alguno de los diecinueve boroughs organizados. Dichos boroughs organizados («distritos») funcionan de manera similar a los condados de los otros estados. Sin embargo, a diferencia de lo que ocurre en los otros estados, los boroughs organizados no cubren la totalidad de la superficie del estado de Alaska, por lo que el área restante del estado es denominado borough no organizado.

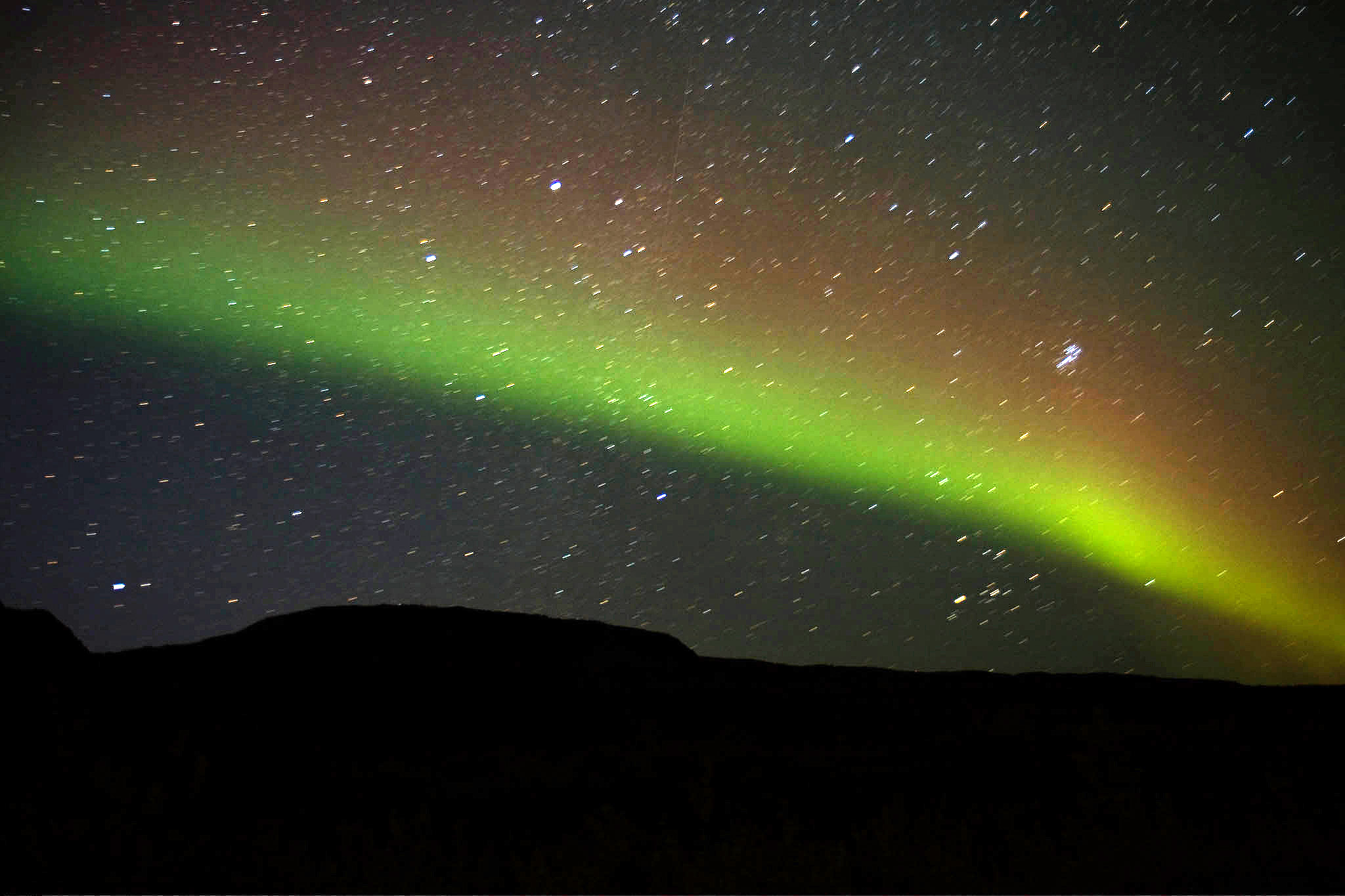
La Aurora Boreal vista desde la Región del Lejano Norte de Alaska

La Oficina del Censo de Estados Unidos, en cooperación con el estado de Alaska, divide a la gran porción denominada borough no organizado, en un total de diez áreas censales, cada una de las cuales correspondía a un distrito electoral. Sin embargo estas áreas censales fueron definidas únicamente con fines de análisis estadístico y no poseen representación administrativa propia. La oficina del censo trata a los boroughs organizados y a las áreas censales de forma equivalente al nivel de los condados de los otros estados.
Algunas zonas del borough no organizado recibe ciertos servicios públicos directamente del gobierno del estado de Alaska, por lo general relacionados con las fuerzas de la ley y con financiación para educación.
En Alaska existen seis ciudades-borough organizados consolidadas, similares a las ciudad-condado consolidadas de los otros estados. Son las ciudades-borough de Juneau, Haines, Sitka, Yakutat, Wrangell y la ciudad más grande del estado, Anchorage. Aunque en el último caso su nombre legal es el de Municipalidad de Anchorage, debido a que la ley estatal le ha dado consideración de ciudad. Fairbanks tiene un distrito separado (el distrito de Fairbanks North Star) y un municipio (la ciudad de Fairbanks).
- Regiones de AlaskaEl Valle Portage en la Península de Kenai, Región Centro sur de Alaska
  - Lejano Norte (Alaska)

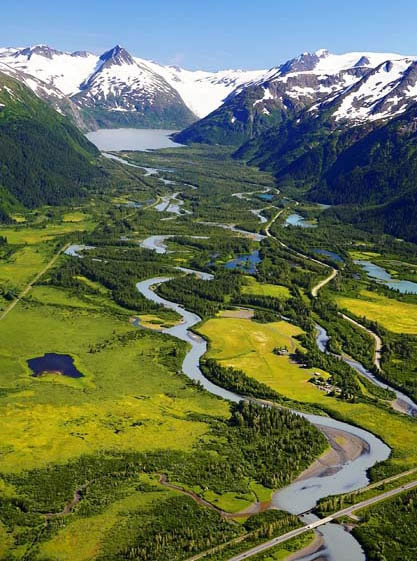
El Valle Portage en la Península de Kenai, Región Centro sur de Alaska

    - subregiones del Lejano Norte (en orden alfabético) son: Ártica Occidental (Alaska); Cordillera Brooks; Costa Ártica (Alaska).

  - Pasaje Interior (Alaska)
    - subregiones del Pasaje Interior (en orden alfabético) son: Área de la Bahía Glacier (Alaska); Meridional (Alaska); Septentrional (Alaska).

  - Centrosur (Alaska)
    - subregiones de la Región Centrosur (en orden alfabético) son: Área de Anchorage (Alaska); Estrecho del Príncipe Guillermo (Alaska); Península de Kenai; Valle del Río Copper (Alaska); Valle Mat-Su (Alaska).

  - Interior (Alaska)
    - subregiones de la región Interior (en orden alfabético) son: Área de Fairbanks (Alaska); Área del parque nacional Denali (Alaska); Autopistas Alaska y Taylor (Alaska); Interior Noreste (Alaska); Interior Oeste (Alaska).

  - Suroeste (Alaska)
    - subregiones de la Región Suroeste (en orden alfabético) son: Archipiélago de Kodiak (Alaska); Bahía Brístol (Alaska); Delta del Yukón-Kuskokuín (Alaska); Islas Aleutianas; Islas Pribilof; Península de Alaska.

## Transporte

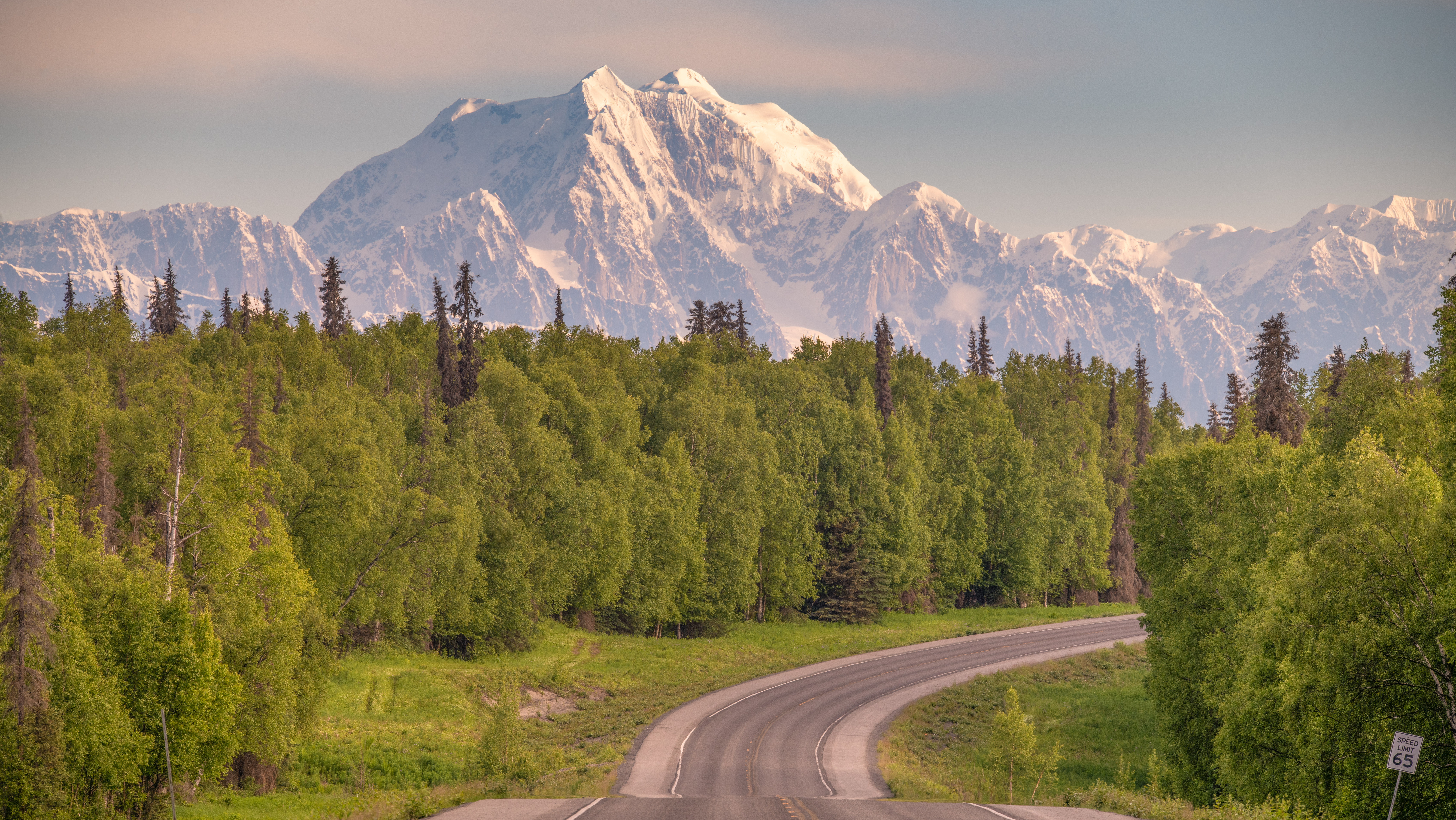
La Autopista George Parks con el monte Hunter al fondo

### Carreteras
Alaska tiene pocas conexiones por carretera en comparación con el resto de EE. UU. El sistema de carreteras del estado, que cubre una zona relativamente pequeña del estado, une los núcleos de población centrales y la autopista de Alaska, la principal ruta de salida del estado a través de Canadá. La capital del estado, Juneau, no es accesible por carretera, y sólo se puede llegar a ella en ferry o avión; esto ha suscitado durante décadas el debate sobre el traslado de la capital a una ciudad de la red de carreteras, o la construcción de una conexión por carretera desde Haines. La parte occidental de Alaska carece de un sistema de carreteras que conecte las comunidades con el resto de Alaska.
Las autopistas interestatales de Alaska suman un total de 1.082 millas (1.741 km). Una característica única del sistema de autopistas de Alaska es el túnel Anton Anderson Memorial, un túnel activo del ferrocarril de Alaska recientemente acondicionado para proporcionar un enlace por carretera asfaltada con la aislada comunidad de Whittier, en Prince William Sound, hasta la autopista de Seward, a unos 80 km (50 millas) al sureste de Anchorage, en Portage. Con 4.0 km, el túnel fue el más largo de Norteamérica hasta 2007. El túnel es la combinación de carretera y ferrocarril más larga de Norteamérica.

### Ferrocarril

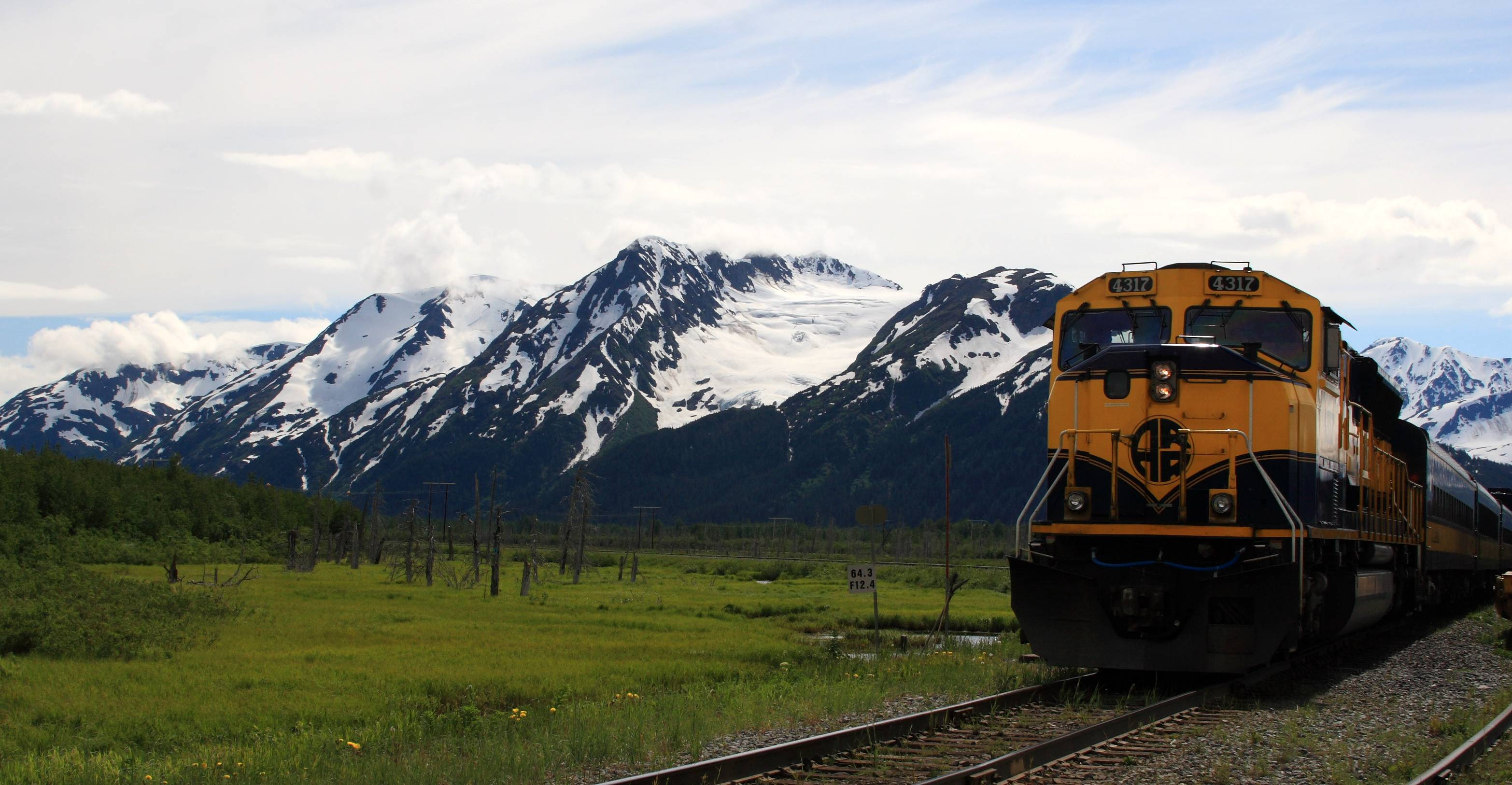
Un tren del sistema Alaska Railroad pasando cerca del Glaciar Spencer

Construido hacia 1915, el Ferrocarril de Alaska (ARR) desempeñó un papel clave en el desarrollo de Alaska a lo largo del siglo XX. Enlaza las rutas marítimas del Pacífico Norte con el interior de Alaska a través de vías que parten de Seward y atraviesan Anchorage, Eklutna, Wasilla, Talkeetna, Denali y Fairbanks, con ramales a Whittier, Palmer y el Polo Norte. Las ciudades, pueblos, aldeas y la región a la que dan servicio las vías del ARR se conocen en todo el estado como «The Railbelt». En los últimos años, el cada vez mejor sistema de autopistas pavimentadas empezó a eclipsar la importancia del ferrocarril en la economía de Alaska.
El ferrocarril desempeñó un papel vital en el desarrollo de Alaska, transportando mercancías a Alaska y recursos naturales hacia el sur, como carbón desde la mina de Usibelli, cerca de Healy, hasta Seward, y grava desde el valle de Matanuska hasta Anchorage. Es muy conocido por su servicio turístico de pasajeros en verano.

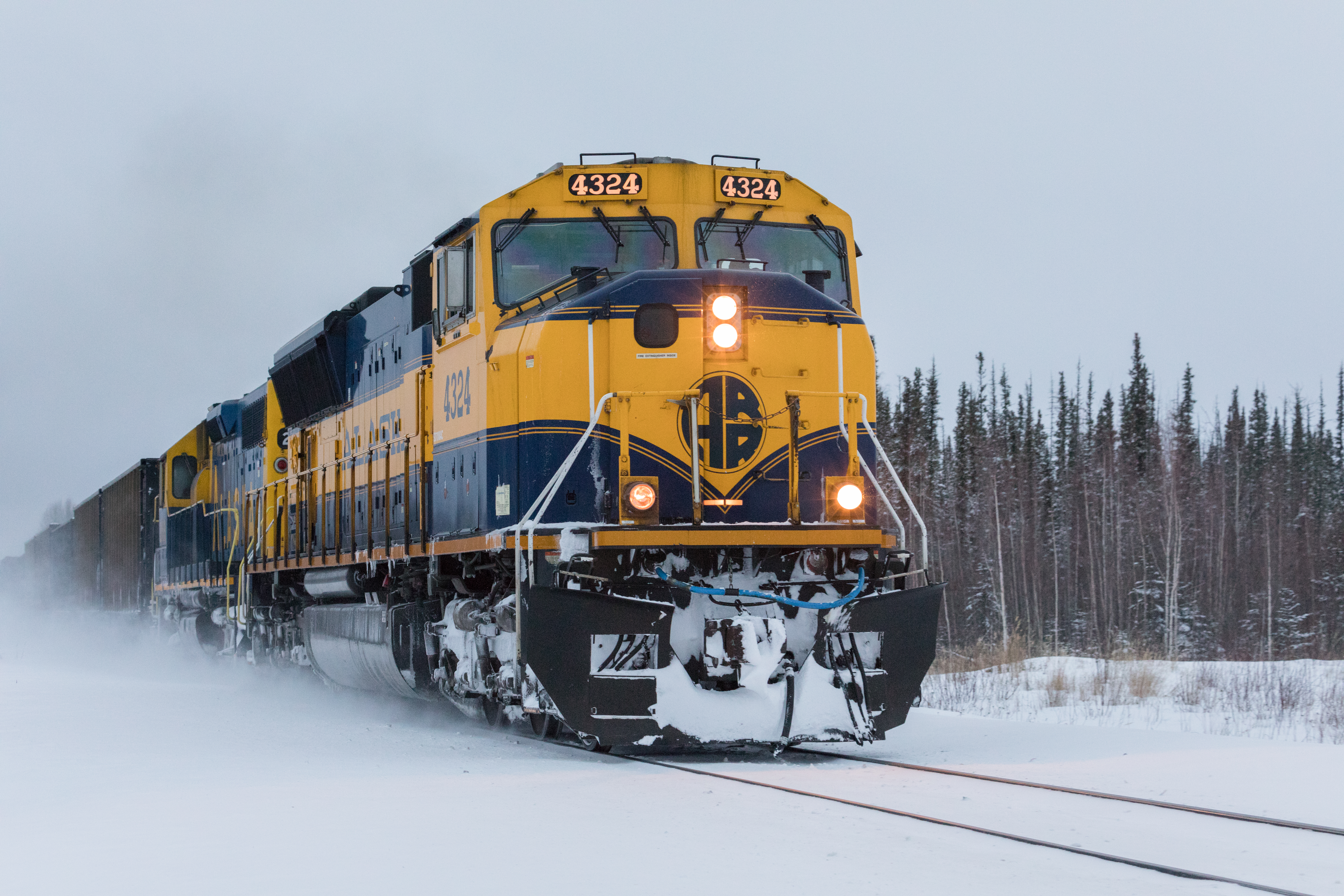
Tren en Alaska en medio de la nieve

El Ferrocarril de Alaska fue uno de los últimos ferrocarriles de Norteamérica en utilizar vagones de cola en servicio regular y aún los utiliza en algunos trenes de grava. Sigue ofreciendo una de las últimas rutas con parada en bandera del país. Un tramo de unas sesenta millas (100 km) de vía a lo largo de una zona al norte de Talkeetna sigue siendo inaccesible por carretera; el ferrocarril proporciona el único transporte a las casas rurales y cabañas de la zona. Hasta la construcción de la autopista Parks Highway en la década de 1970, el ferrocarril era el único acceso terrestre a la mayor parte de la región a lo largo de todo su trazado.
En el sureste septentrional de Alaska, la ruta del Paso Blanco y el Yukón también atraviesa parcialmente el estado desde Skagway hacia el norte hasta Canadá (Columbia Británica y Territorio del Yukón), cruzando la frontera en la cumbre del Paso Blanco. En la actualidad, esta línea se utiliza principalmente por turistas, que suelen llegar en crucero a Skagway. Apareció en 1983 en la serie de televisión de la BBC Great Little Railways.
Estos dos ferrocarriles no están conectados entre sí ni con ningún otro ferrocarril. El enlace más cercano a la red ferroviaria norteamericana es la terminal noroeste de la Canadian National Railway en Prince Rupert (Columbia Británica), varios cientos de kilómetros al sureste.

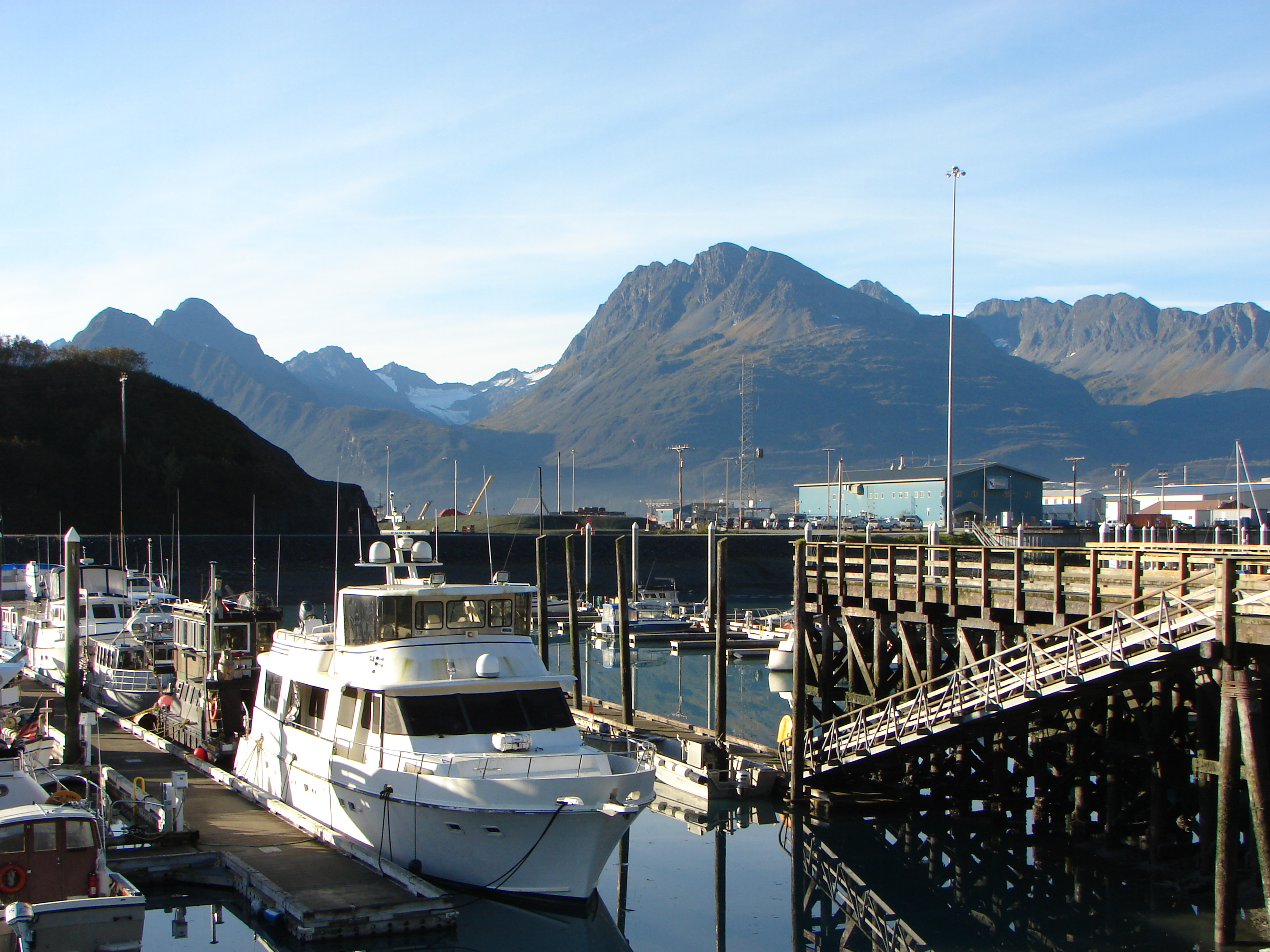
Puerto de Valdez en Alaska

En 2000, el Congreso de EE. UU. autorizó 6 millones de dólares para estudiar la viabilidad de un enlace ferroviario entre Alaska, Canadá y los 48 estados más bajos. En 2021, la Corporación para el Desarrollo del Ferrocarril Alaska-Alberta había sido declarada en suspensión de pagos.
Algunas empresas privadas ofrecen servicio de carrozas entre Whittier y Seattle.

### Transporte marítimo
Muchas ciudades, pueblos y aldeas del estado no tienen acceso o transporte por carretera o autopista; los únicos modos de acceso implican viajar por aire, río o mar.
El desarrollado sistema de transbordadores estatales de Alaska (conocido como Alaska Marine Highway) da servicio a las ciudades del sureste, la costa del Golfo y la península de Alaska. Los transbordadores transportan tanto vehículos como pasajeros.
El sistema también opera un servicio de transbordadores desde Bellingham (Washington) y Prince Rupert (Columbia Británica), en Canadá, a través del Paso Interior hasta Skagway. La Autoridad de Transbordadores Interinsulares también sirve de importante enlace marítimo para muchas comunidades de la región sureste de la Isla del Príncipe de Gales y trabaja en concierto con la Autopista Marítima de Alaska.

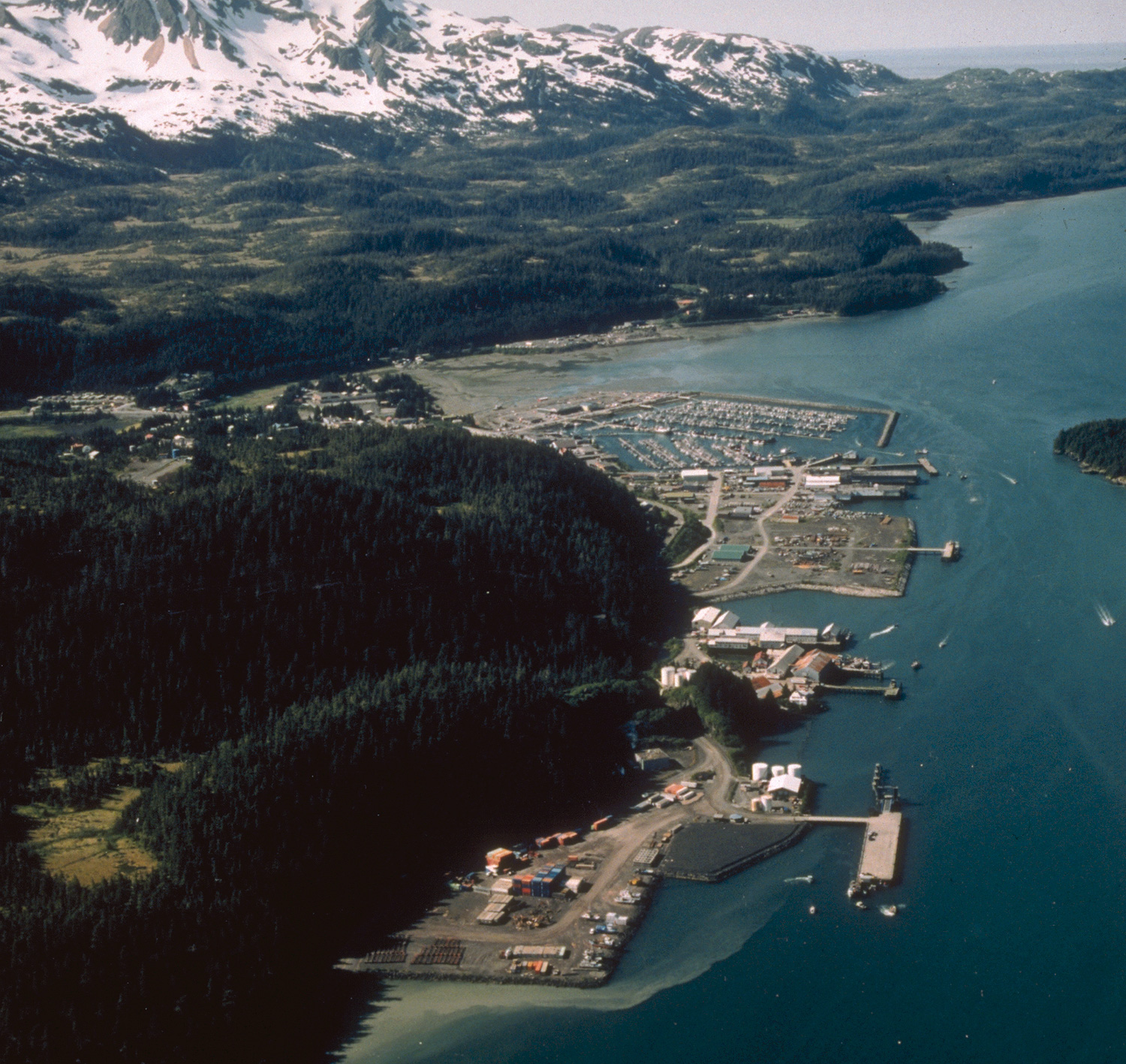
Puerto de Cordova en Alaska

En los últimos años, las líneas de cruceros han creado un mercado turístico estival que conecta principalmente el noroeste del Pacífico con el sureste de Alaska y, en menor medida, las ciudades de la costa del golfo de Alaska. La población de Ketchikan, por ejemplo, fluctúa drásticamente muchos días: hasta cuatro grandes cruceros pueden atracar allí al mismo tiempo.

### Transporte aéreo
A las ciudades que no están comunicadas por carretera, mar o río sólo se puede llegar por aire, a pie, en trineo tirado por perros o en moto de nieve, lo que explica el gran desarrollo de los servicios aéreos de Alaska. A Anchorage y, en menor medida, a Fairbanks, llegan muchas compañías aéreas importantes. Debido al limitado acceso por carretera, el avión sigue siendo el medio de transporte más eficaz para entrar y salir del estado. Recientemente, Anchorage completó una amplia remodelación y construcción en el Aeropuerto Internacional Ted Stevens Anchorage para ayudar a acomodar el auge del turismo (en 2012-2013, Alaska recibió casi dos millones de visitantes).

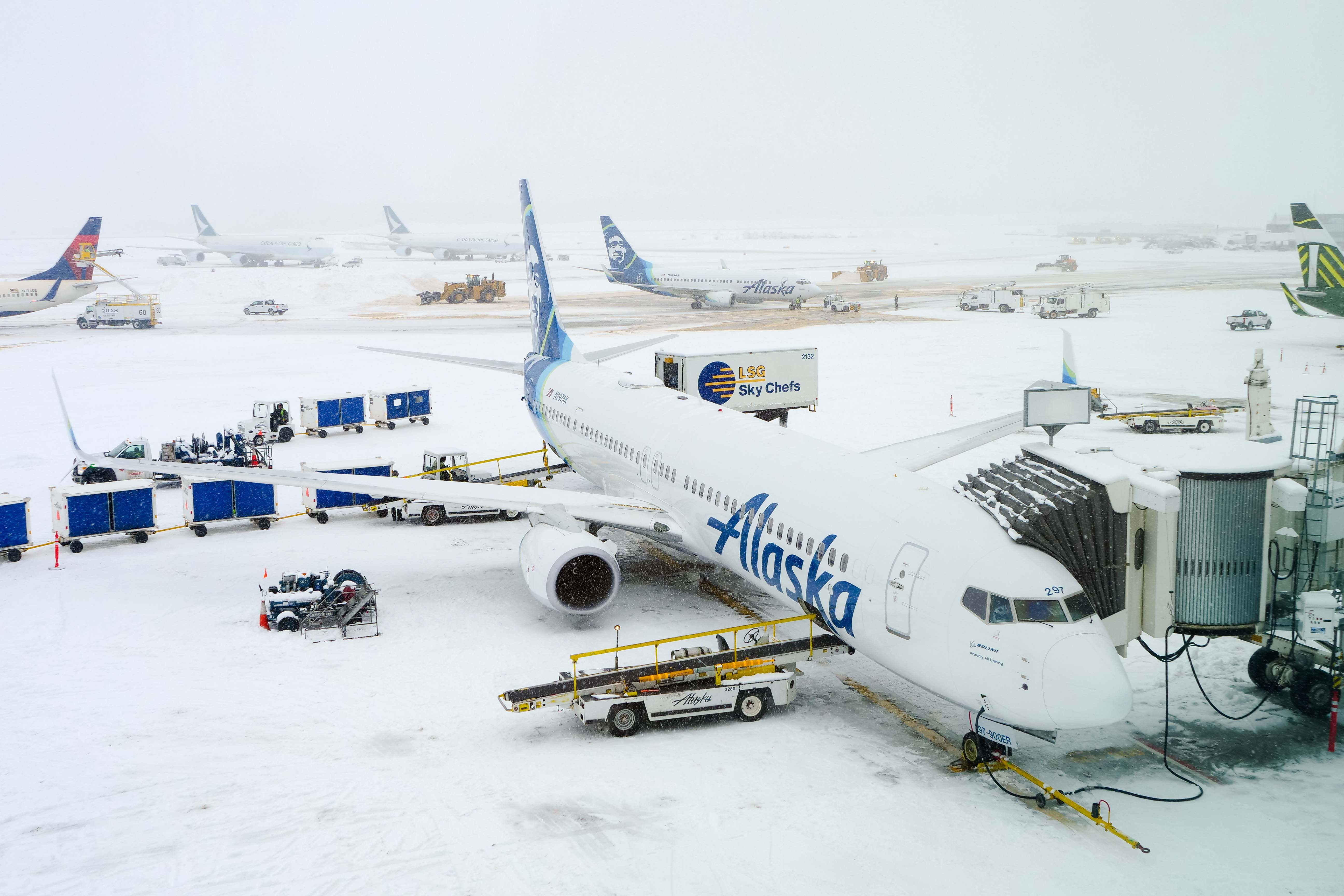
El Aeropuerto Ted Stevens Anchorage

Hacer comercialmente viables los vuelos regulares a la mayoría de los pueblos y ciudades del estado es difícil, por lo que están fuertemente subvencionados por el gobierno federal a través del programa Essential Air Service. Alaska Airlines es la única aerolínea importante que ofrece viajes dentro del estado con servicio de aviones (a veces en combinación de carga y pasajeros Boeing 737-400) desde Anchorage y Fairbanks a centros regionales como Bethel, Nome, Kotzebue, Dillingham, Kodiak y otras comunidades más grandes, así como a las principales comunidades del sureste y la península de Alaska.
Un Bombardier Dash 8, operado por Era Alaska, en aproximación al Aeropuerto Internacional Ted Stevens de Anchorage.
La mayor parte de la oferta de vuelos comerciales restante procede de pequeñas aerolíneas regionales de cercanías como Ravn Alaska, PenAir y Frontier Flying Service. Las ciudades y pueblos más pequeños tienen que recurrir a servicios de vuelos regulares o fletados con aviones de aviación general como el Cessna Caravan, el más popular del estado. Gran parte de este servicio puede atribuirse al programa de correo baipás de Alaska, que subvenciona el reparto de correo masivo a las comunidades rurales de Alaska. El programa exige que el 70  % de esa subvención se destine a los transportistas que ofrecen servicios de pasajeros a las comunidades.

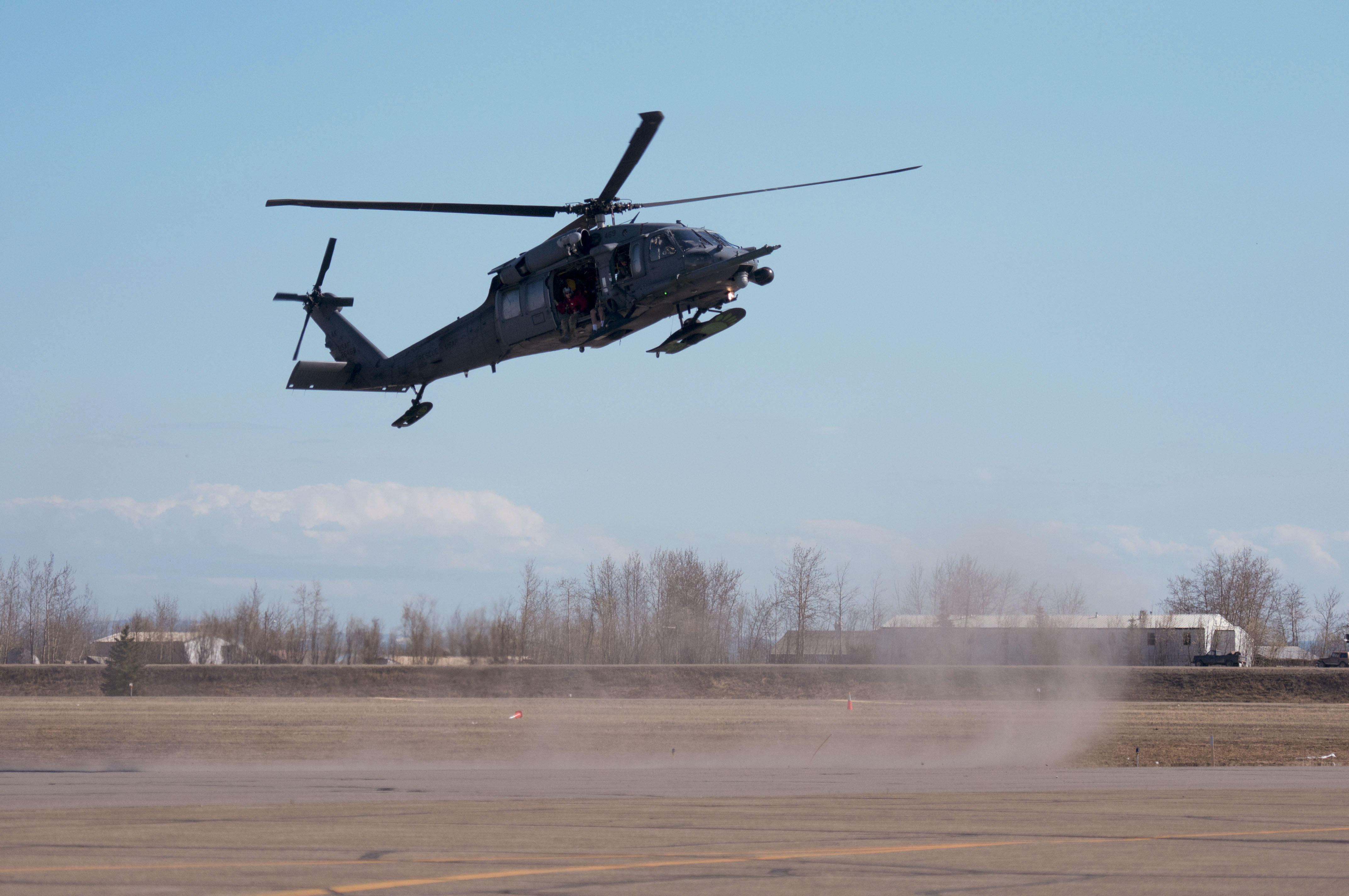
Un helicóptero de la Guardia nacional en Alaska apoyando a la víctimas de la inundación en Galena

Muchas comunidades cuentan con pequeños servicios de taxi aéreo. Estas operaciones tienen su origen en la demanda de transporte personalizado a zonas remotas. Quizá el avión más típicamente alasqueño sea el hidroavión. La base de hidroaviones más concurrida del mundo es el lago Hood, situado junto al aeropuerto internacional Ted Stevens de Anchorage, donde los vuelos con destino a pueblos remotos sin pista de aterrizaje transportan pasajeros, carga y muchos artículos de tiendas y clubes de almacenes.
En 2006, Alaska tenía el mayor número de pilotos per cápita de todos los estados de EE. UU. En 2020 había en Alaska 8795 certificados de piloto en activo. De ellos, hay 2507 pilotos privados, 1496 comerciales, 2180 de transporte de línea aérea y 2239 estudiantes. También hay 3987 pilotos con habilitación de vuelo instrumental y 1511 instructores de vuelo.

### Otros medios de transporte
Otro medio de transporte de Alaska es el trineo tirado por perros. En los tiempos modernos (es decir, después de mediados y finales de los años 20), el trineo de perros es más un deporte que un verdadero medio de transporte. Se celebran varias carreras por todo el estado, pero la más conocida es la Iditarod Trail Sled Dog Race, un recorrido de 1850 km desde Anchorage hasta Nome (aunque la distancia varía de un año a otro, la oficial es de 1688 km). 

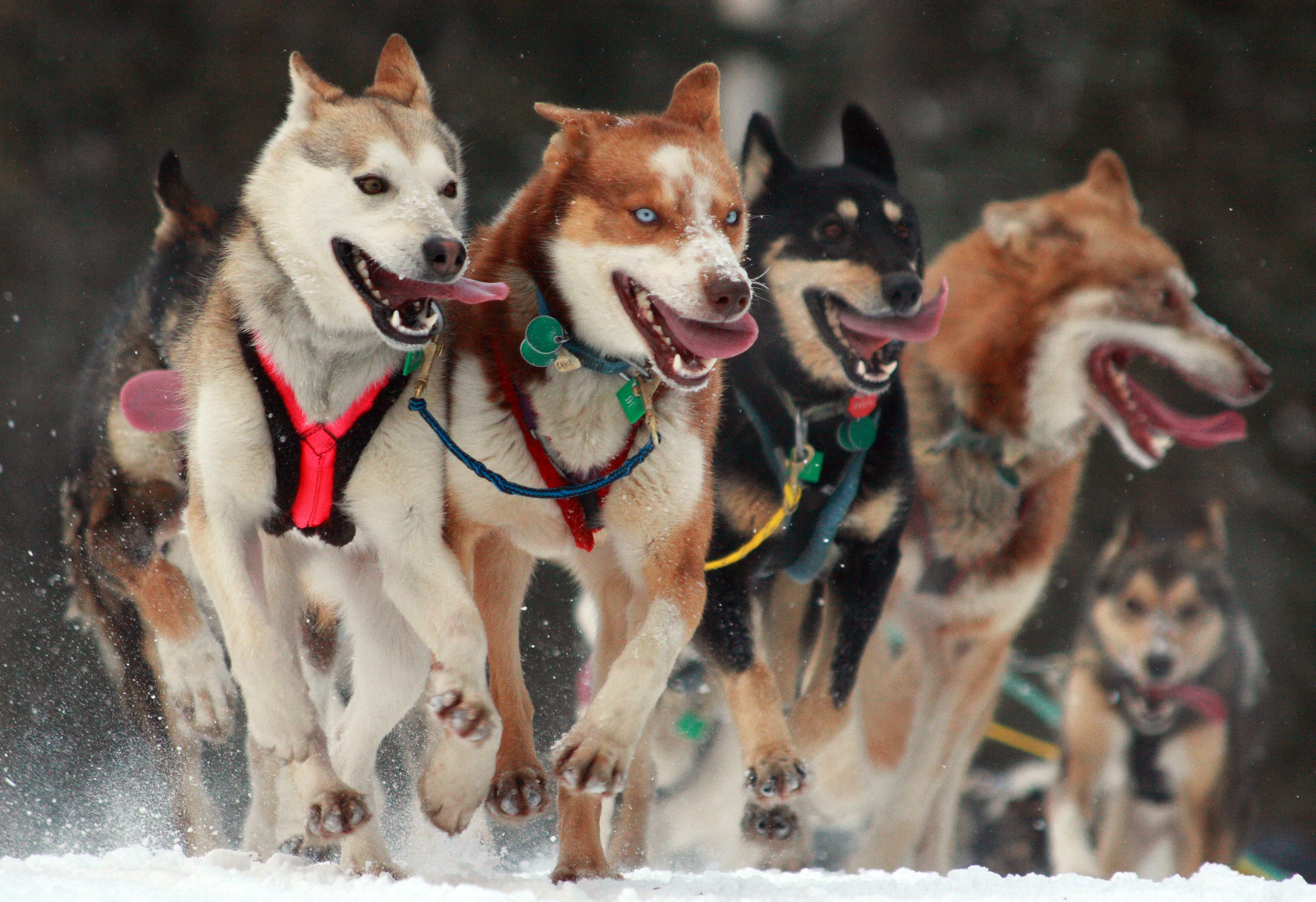
Las carreras de trineo con perros de Iditarod son el evento invernal más popular de Alaska.

La carrera conmemora la famosa carrera del suero a Nome de 1925, en la que mushers y perros como Togo y Balto llevaron medicinas muy necesarias a la comunidad de Nome, afectada por la difteria, cuando todos los demás medios de transporte habían fracasado. Mushers de todo el mundo acuden a Anchorage cada mes de marzo para competir por dinero, premios y prestigio. La «Carrera del Suero» es otra carrera de perros de trineo que sigue más exactamente la ruta del famoso relevo de 1925, partiendo de la comunidad de Nenana (al suroeste de Fairbanks) hasta Nome.
En las zonas no comunicadas por carretera o ferrocarril, el principal medio de transporte en verano es el vehículo todoterreno y en invierno la moto de nieve o «máquina de nieve», como se denomina comúnmente en Alaska.

## Cultura
Alaska cuenta con numerosas bibliotecas que reúnen importantes fondos para la investigación local. Entre ellas, destacan la Biblioteca del Estado, en Juneau, y la Biblioteca Rasmusson, en Fairbanks. El estado dispone de interesantes museos, como el Sheldom Jackson, en Sitka, con fondos sobre historia y cultura de los nativos, o el Museo Baranof, en Kodiak, dedicado a la Compañía Ruso-Estadounidense.
En Alaska se realizan numerosos festivales de música y teatro, muchos de ellos organizados por el Consejo de Humanidades de Alaska. Estos festivales promueven la representación de historias y tradiciones locales, como la obra titulada Cry of the Wild Man, los bailes de origen ruso de Sitka, o la música de los violinistas del valle del Yukón.
También son populares otro tipo de festivales y tradiciones, como las carreras de trineos arrastrados por perros (que se celebran entre Fairbanks y Whitehorse, en Canadá; y entre Nome y Anchorage), también es popular Olimpiada Indio-Esquimal, o el Festival Ruso de Kodiak.

### Símbolos del Estado
- Lema: Hacia el Norte, hacia el futuro.[112]
- Apodos: «La última frontera»,[113] «Tierra del sol de medianoche»,[114] «Cofre de hielo» y «Nevera de Seward».
- Ave: lagópodo común, tras la legislatura estatal en 1955. Es una pequeña ave (15-17 pulgadas), que vive entre los sauces y en la tundra abierta y ciénagas. Su plumaje es de color marrón en el verano, y cambia a blanco en invierno, y es común en gran parte de Alaska.
- Pez: salmón real,[115] adoptado en 1962.
- Flor: Myosotis,[116] aprobada por la legislatura territorial en 1917. Es una planta perenne que se encuentra en Alaska, de Hyder a la costa del océano ártico, y al oeste de las islas Aleutianas.
- Fósil: mamut lanudo, adoptado en 1986.
- Gema: nefrita, adoptado en 1968.
- Insecto: anisópteros, adoptado en 1995.
- Mamífero: alce, adoptado en 1998.
- Mamífero marino: ballena de Groenlandia, adoptado en 1983.
- Minerales: oro, adoptado en 1968.
- Himno: «Bandera de Alaska»
- Deporte: mushing, adoptado en 1972.
- Árbol: Picea sitchensis, adoptado en 1962.
- Perro: Alaskan Malamute, adoptada en 2010.

## Deporte
Al ser el estado con menor densidad de población, no posee equipos profesionales en las grandes ligas.

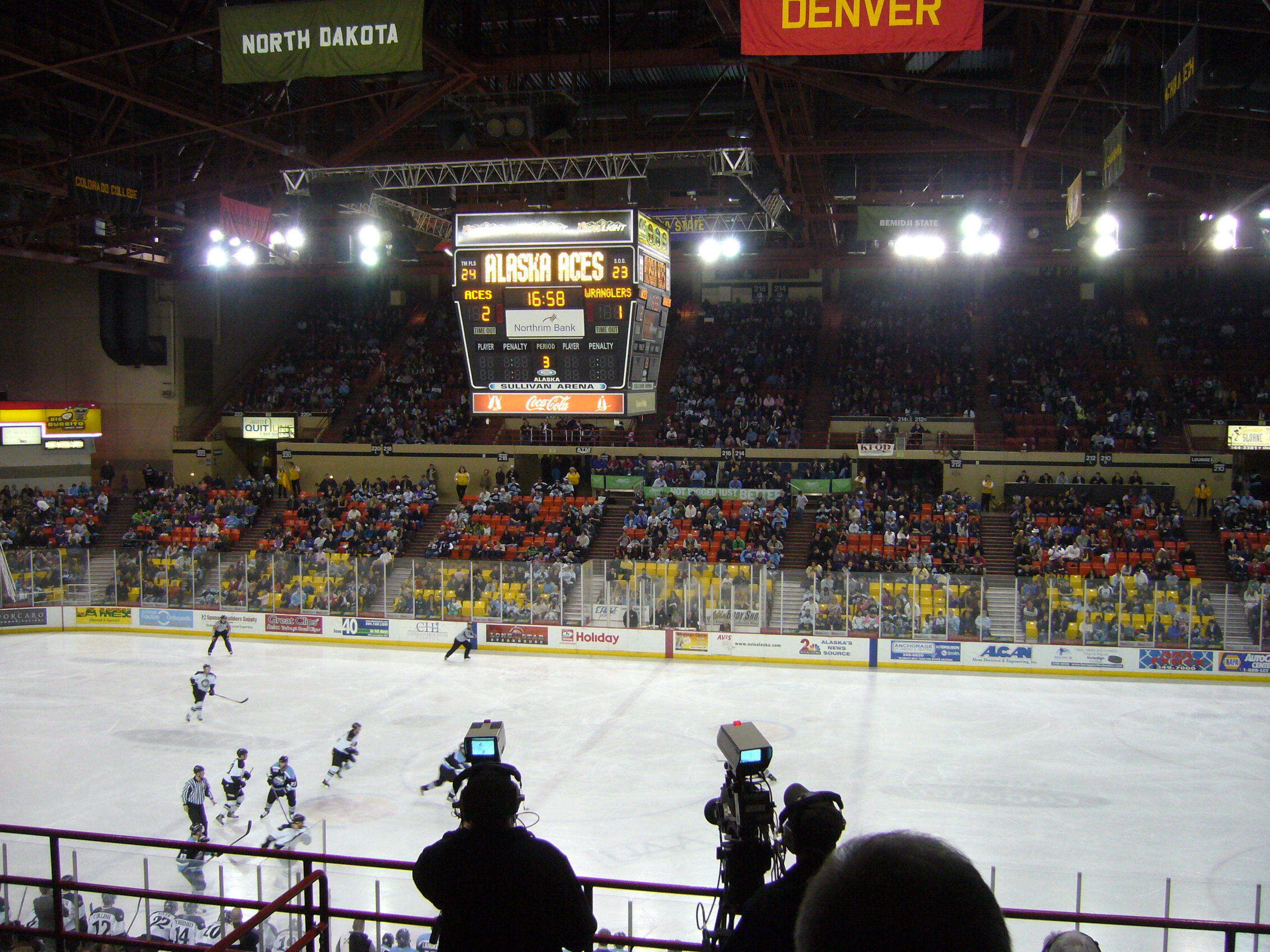
Sullivan Arena

Los deportes más practicados son los deportes de invierno, y hay una gran tradición a las carreras de trineos tirados por perros (o mushing), siendo el deporte más popular en Alaska, con múltiples eventos, torneos y competiciones a lo largo del estado.
En la ciudad de Anchorage hay tres de equipos de béisbol que participan en la Alaska Baseball League, pero ninguno de ellos es profesional. Además, la ciudad adquiere atención nacional el primer sábado de cada mes de marzo, cuando comienza la tradicional carrera de perros de Iditarod, con su salida ceremonial en el centro de la ciudad. La ciudad fue incluso candidata a albergar los Juegos Olímpicos de invierno de 1992 y 1994, perdiendo ante Albertville (Francia) y Lillehammer (Noruega), respectivamente.
La ciudad de Fairbanks posee el equipo universitario de los Nanooks de la Universidad de Alaska Fairbanks, con varias secciones, como la de hockey sobre hielo que participa en la División I de la NCAA.
Excepcionalmente, la ciudad de Palmer tiene a los Alaska City FC de fútbol que juegan en la United Premier Soccer League.